# Dezembro

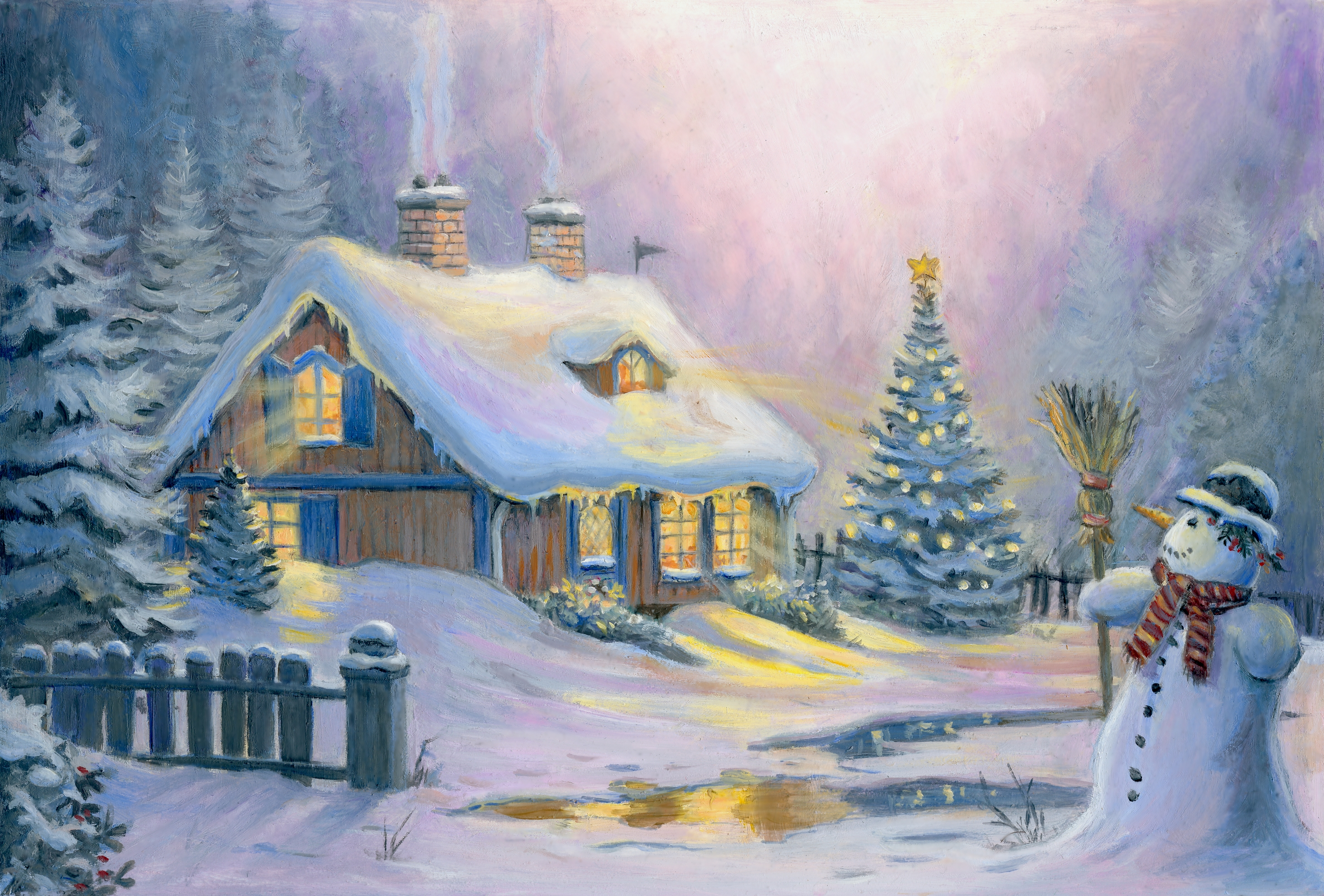
Dezembro é Inverno no Hemisfério Norte, bem como no Natal.

Dezembro é o décimo segundo e último mês do ano no calendário gregoriano, tendo a duração de 31 dias. Deve o seu nome à palavra latina decem (dez), dado que era o décimo mês do calendário romano, que começava em março.
Dezembro contém o solstício de verão no hemisfério sul, o dia com mais horas de luz do dia, e o solstício de inverno no hemisfério norte, o dia com menos horas de luz do dia (excluindo as regiões polares em ambos os casos). Dezembro no hemisfério sul é o equivalente sazonal a junho no hemisfério norte e vice-versa.
Em 21 de dezembro ou data próxima, o Sol atinge o ponto mais ao sul em sua trajetória pelo céu. Assim marca o solstício de inverno, começo do inverno no hemisfério norte e do verão no hemisfério sul.
Os anglo-saxões referem-se a dezembro-janeiro como Ġēolamonaþ (inglês moderno: "mês de Yule"). O calendário republicano francês continha dezembro dentro dos meses de Frimário e Nivoso. Os signos do zodíaco para o mês de dezembro são Sagitário (até 21 de dezembro) e Capricórnio (22 de dezembro em diante).
A Igreja Católica dedica o mês de Dezembro ao Advento e em devoção especial a Imaculada Conceição de Maria e ao Menino Jesus. Dezembro é o mês de prevenção á AIDS e as IST (Infecções Sexualmente Transmissíveis), através do Dezembro Vermelho , outras campanhas também desse mês são: o Dezembro Laranja, sendo uma campanha de prevenção ao câncer de pele  e o Dezembro Verde, focado na conscientização e a prevenção do abandono e maus-tratos aos animais .

## História
No calendário romano, dezembro era o décimo mês do ano (latim decem = dez) do calendário lunar de 354 dias. Em 153 a.C foi começo antecipado por dois meses, de modo que a relação direta foi perdida entre nomes e contagem mensal. Isso às vezes é esquecido ao transferir datas latinas usadas anteriormente. Sob o imperador Cómodo, o mês foi rebatizado de Exsuperatorius, mas após a morte do imperador recebeu seu antigo nome de volta.
21 ou 22 de dezembro é o dia do solstício. O sol está exatamente acima do Trópico de Capricórnio na latitude sul de 23 ° 26,3. Este dia é o mais curto do ano no hemisfério norte, a noite é mais longa e o contrário no hemisfério sul.
O antigo nome alemão de dezembro é Julmond. O nome vem do Julfest, a celebração germânica do solstício de inverno. Outros nomes para dezembro são mês cristão ou Christmonat, já que o Natal é celebrado em dezembro, ou também Heilmond, já que “Cristo traz a salvação”. Os últimos nomes só apareceram após a rededicação do Festival de Yule no curso da cristianização.
Em contraste com o calendário normal, o ano da igreja cristã começa no primeiro domingo do Advento. Isso pode ser no final de novembro ou no início de dezembro, dependendo do dia da semana em que o Natal cai.
Dezembro sempre começa no mesmo dia da semana em que setembro.
Os dias entre o Natal e o Ano Novo são frequentemente referidos coloquialmente como "entre os anos".
Se 29, 30 ou 31 de dezembro for uma segunda-feira, os dias de segunda-feira serão adicionados à primeira semana do ano seguinte. Neste caso, de acordo com a norma DIN, a última semana do calendário do ano termina no último domingo de dezembro. Esse ano sempre tem 52 semanas corridas.

## Datas comemorativas

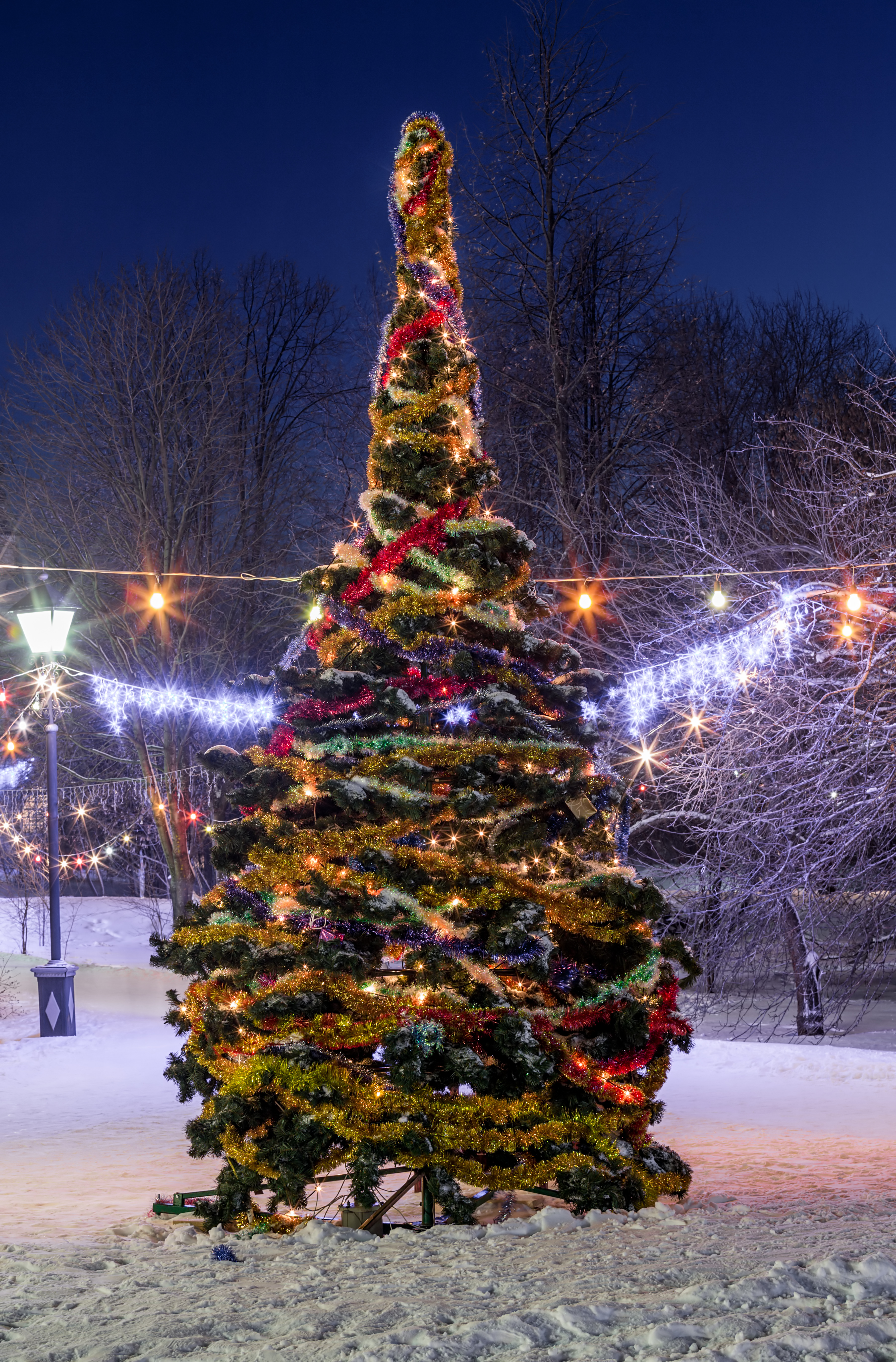
O Natal é a maior festa de Dezembro e de todo o ano.

### Internacionais
- 1 de dezembro — Dia Mundial de Combate à AIDS.[9]
- 8 de dezembro — Dia da Imaculada Conceição da Virgem Maria.
- 10 de dezembro — Dia Internacional dos Direitos humanos.
- 21 de dezembro — Solstício de verão (hemisfério sul) ou de inverno (hemisfério norte).
- 25 de dezembro — Natal.
- 31 de dezembro — Ano-novo.

### No Brasil
- 2 de dezembro — Dia do Samba
- 8 de dezembro — Dia Nacional da Família
- 12 de dezembro — Aniversário de Belo Horizonte (MG)
- 15 de dezembro — Dia do Arquiteto e Urbanista
- 19 de dezembro — Emancipação do Estado do Paraná

### Em Portugal
- 1 de dezembro — Restauração da Independência (1640)

### Estados Unidos e Inglaterra
- 26 de dezembro — Boxing Day

### Igreja Católica
- Dia de São Francisco Xavier (3 de dezembro)
- Dia de Santa Bárbara (4 de dezembro)
- Dia de São Nicolau de Mira (6 de dezembro)
- Dia de Santo Ambrósio (7 de dezembro)
- Dia da Imaculada Conceição (8 de dezembro)
- Dia de São Juan Diego (9 de dezembro)
- Dia de Nossa Senhora de Guadalupe (12 de dezembro)
- Dia de Santa Luzia (13 de dezembro)
- Dia de São João da Cruz (14 de dezembro)
- Dia de Adão e Eva (24 de dezembro)[10]
- Dia de Natal do Senhor (25 de dezembro)
- Dia de Santo Estevão (26 de dezembro)
- Dia de São João Evangelista (27 de dezembro)
- Dia dos Santos Inocentes (28 de dezembro)
- Dia da Sagrada Família (30 de dezembro)
- Dia de São Silvestre (31 de dezembro)

## Nascimentos

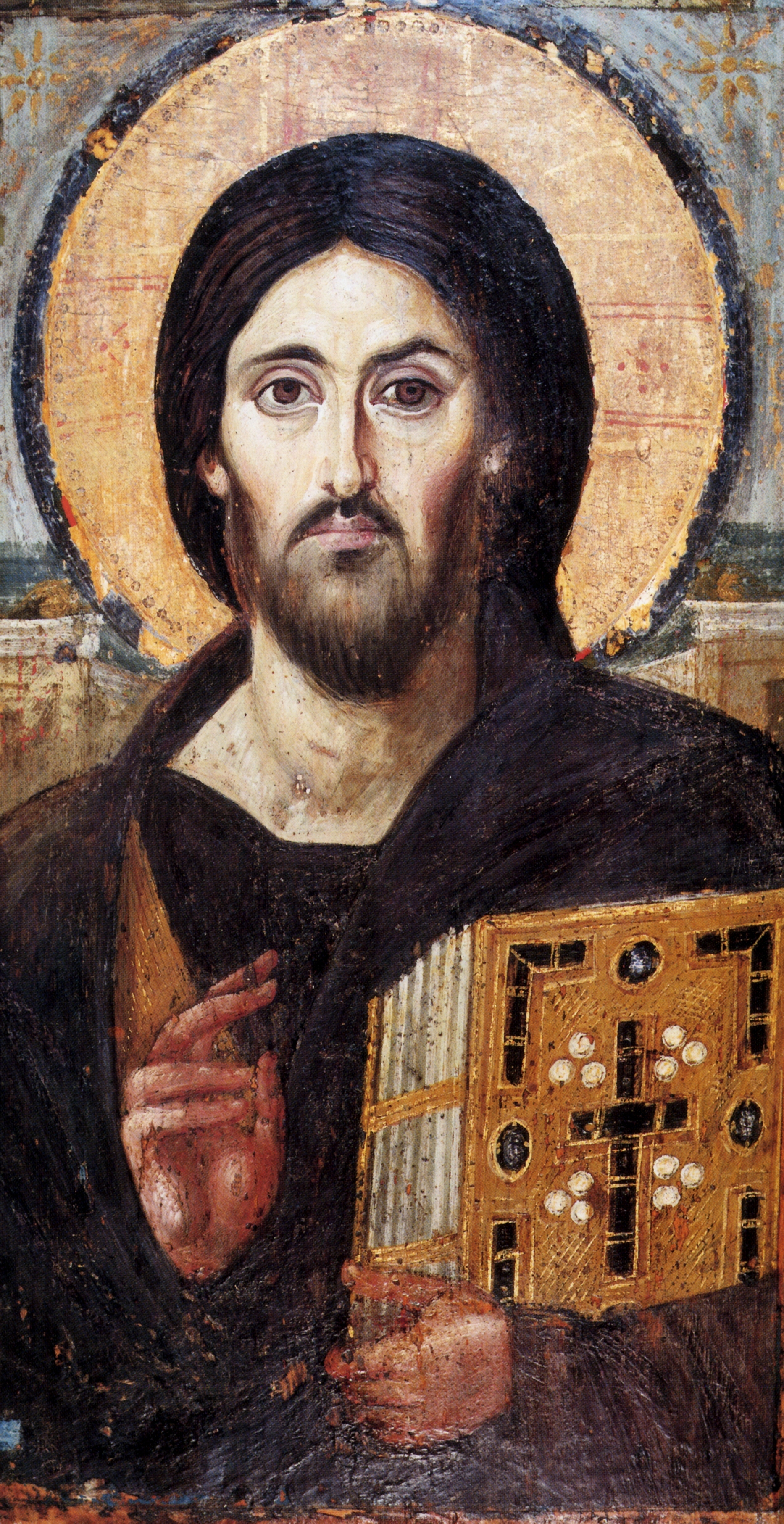
Jesus

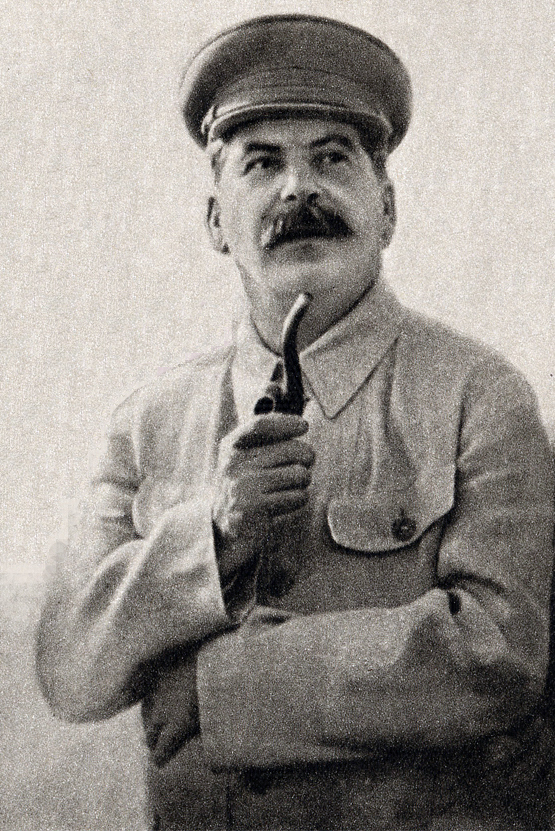
Joseph Stalin

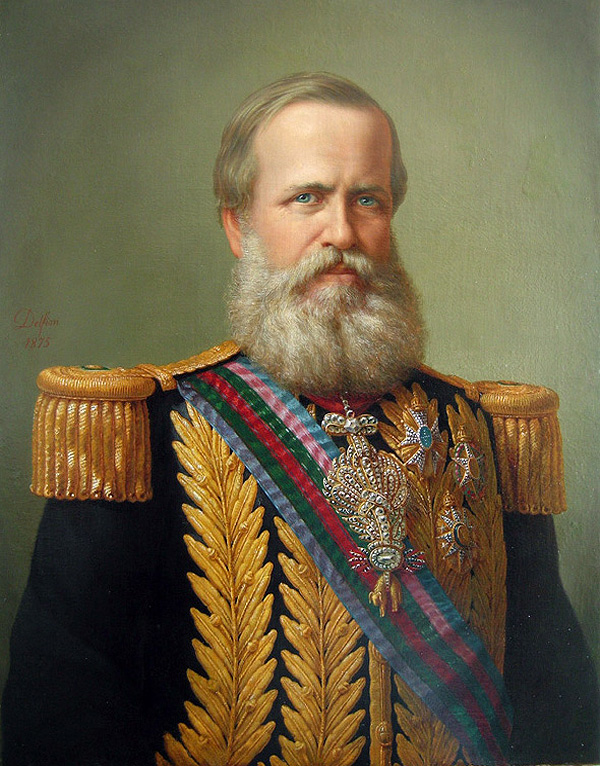
Dom Pedro II

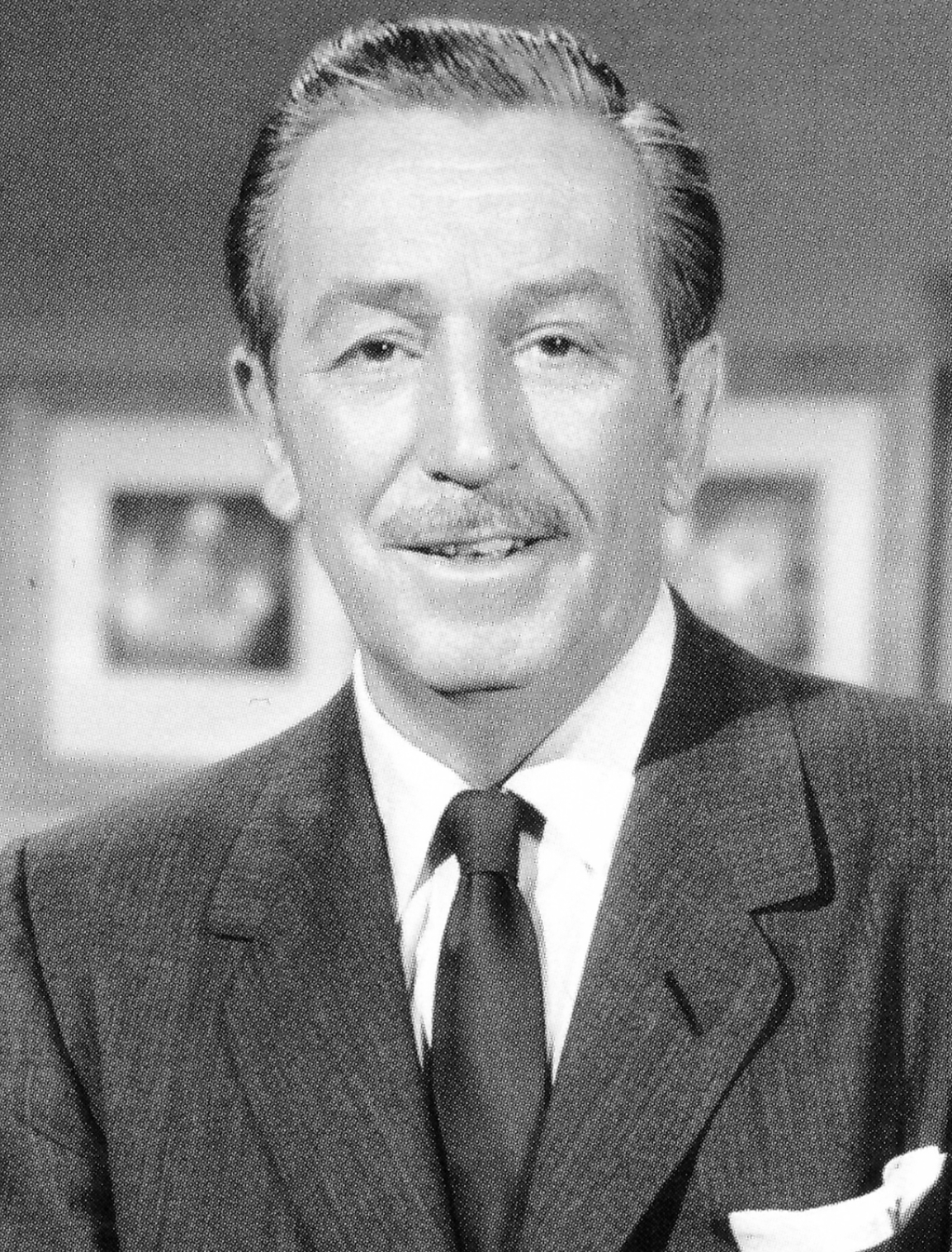
Walt Disney

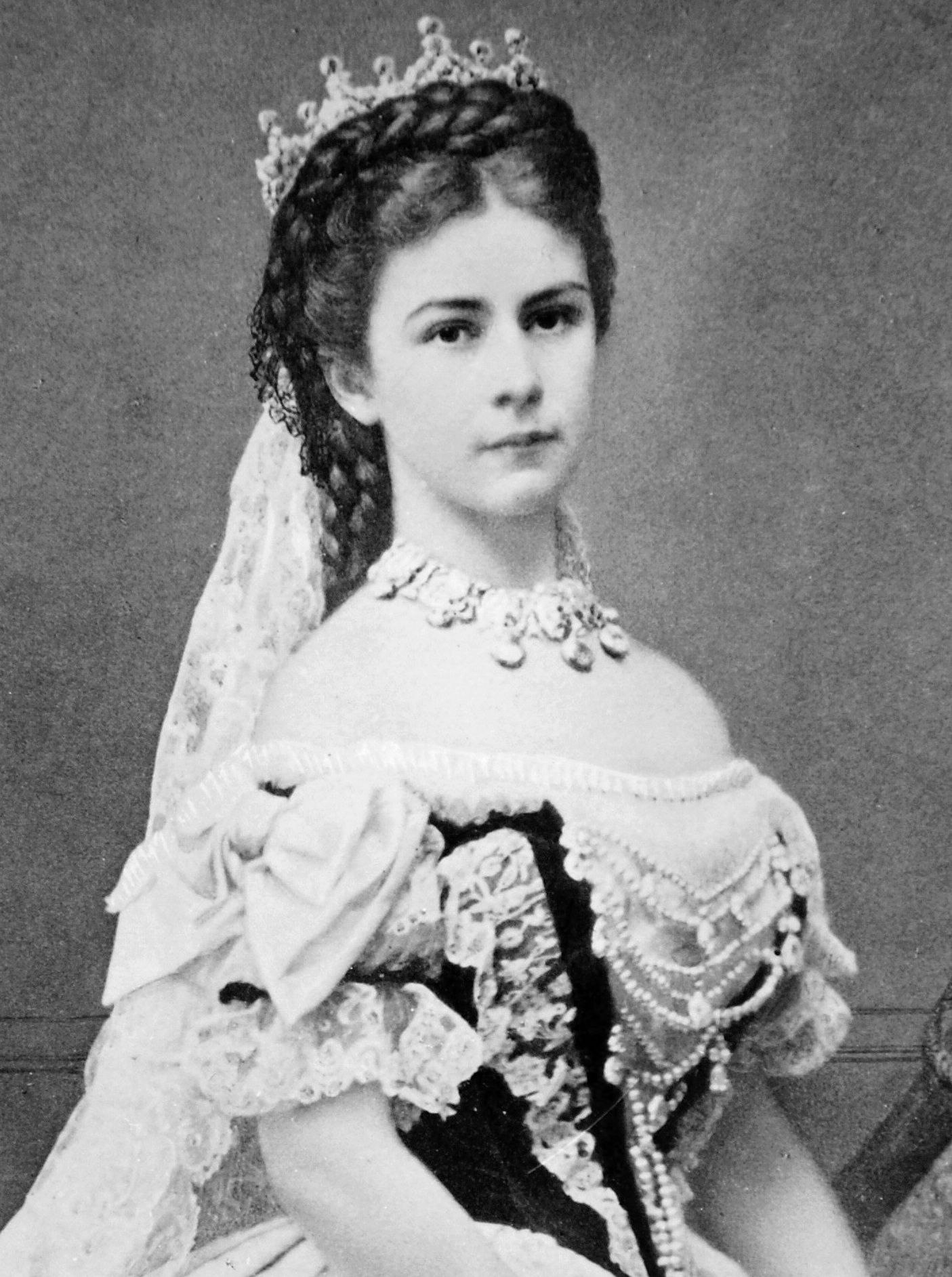
Isabel da Baviera, Imperatriz da Áustria

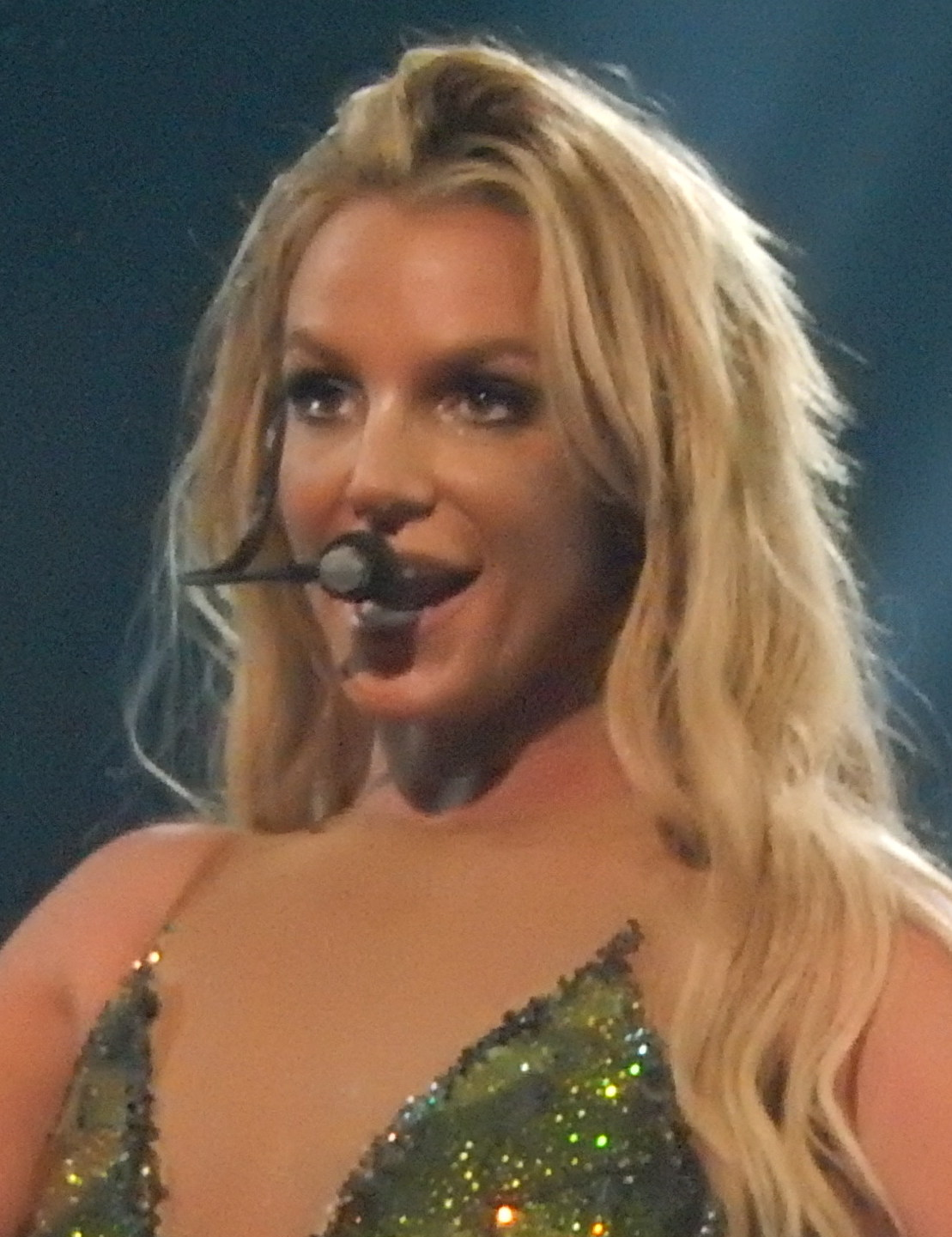
Britney Spears

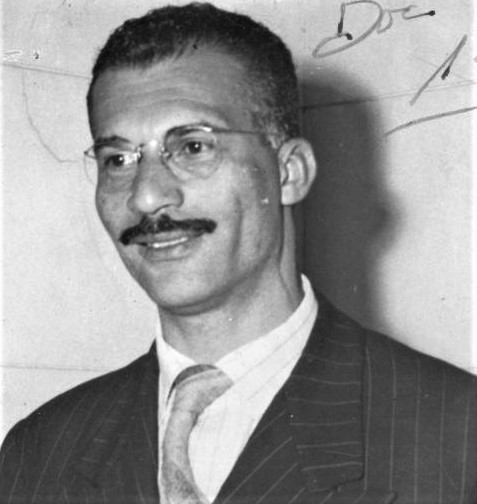
Carlos Marighella

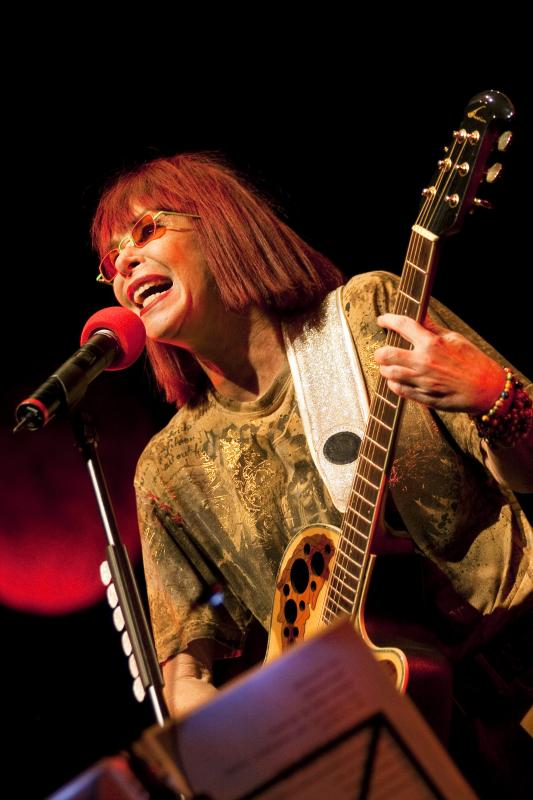
Rita Lee

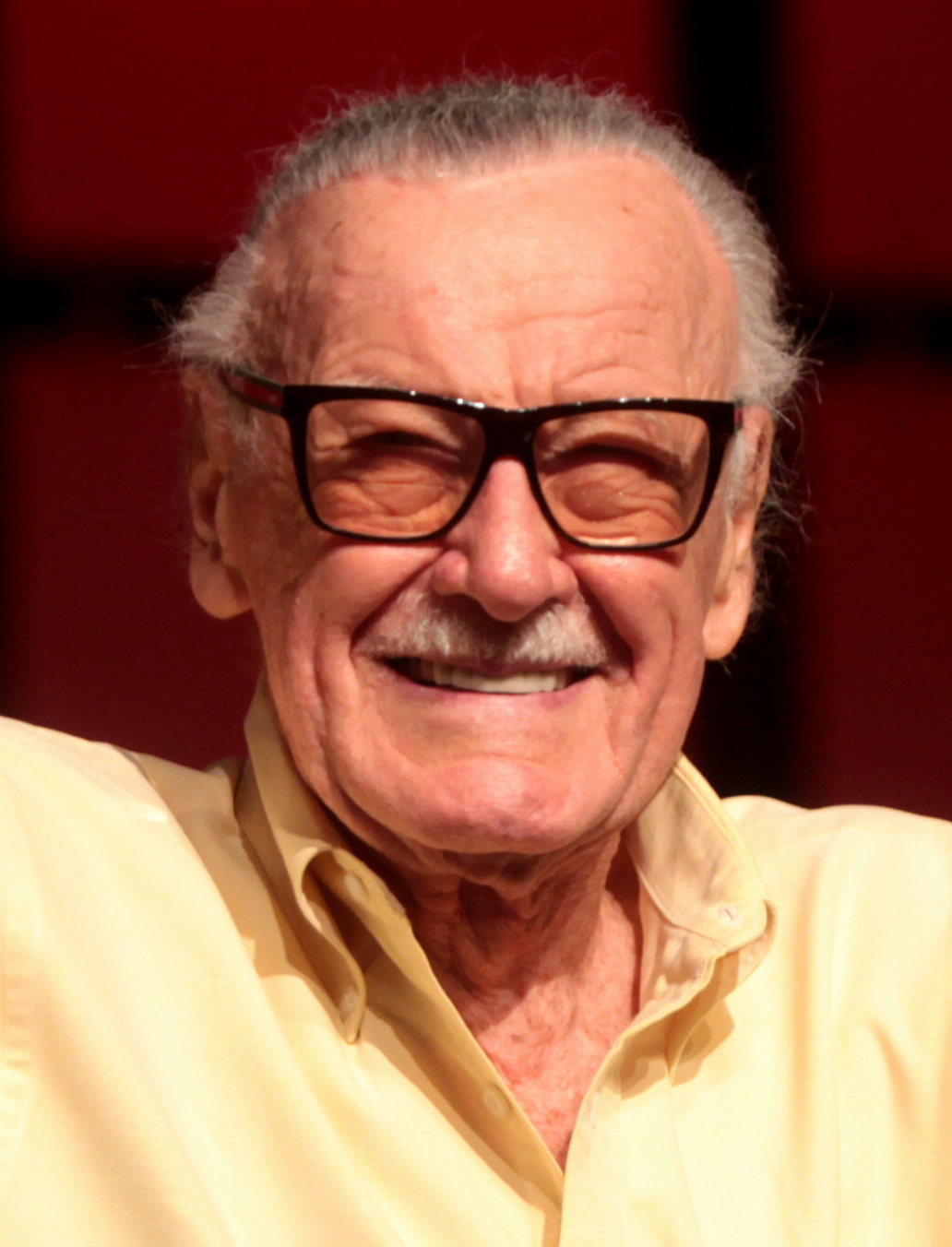
Stan Lee

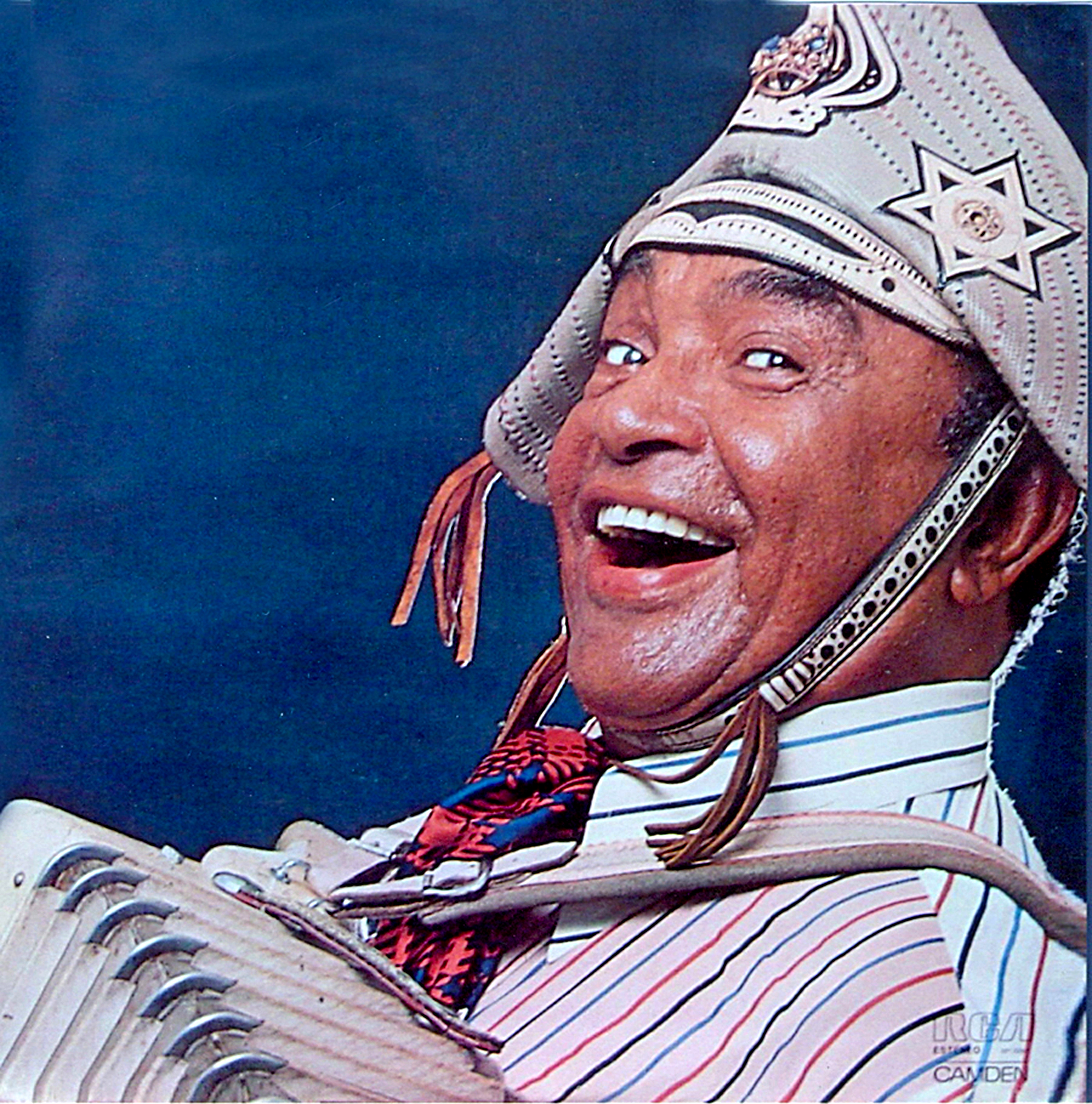
Luiz Gonzaga

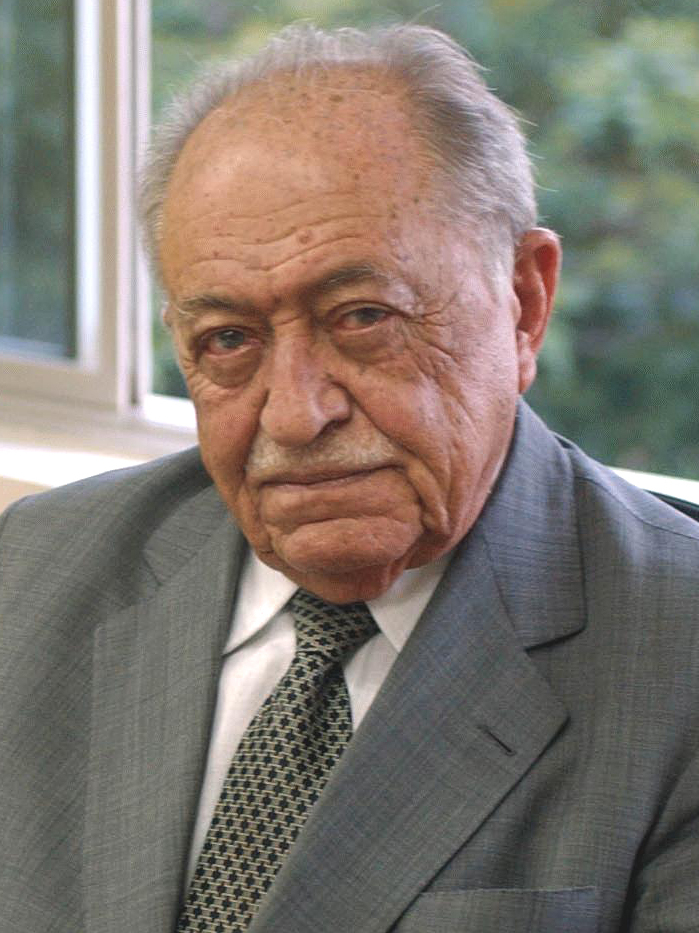
Miguel Arraes

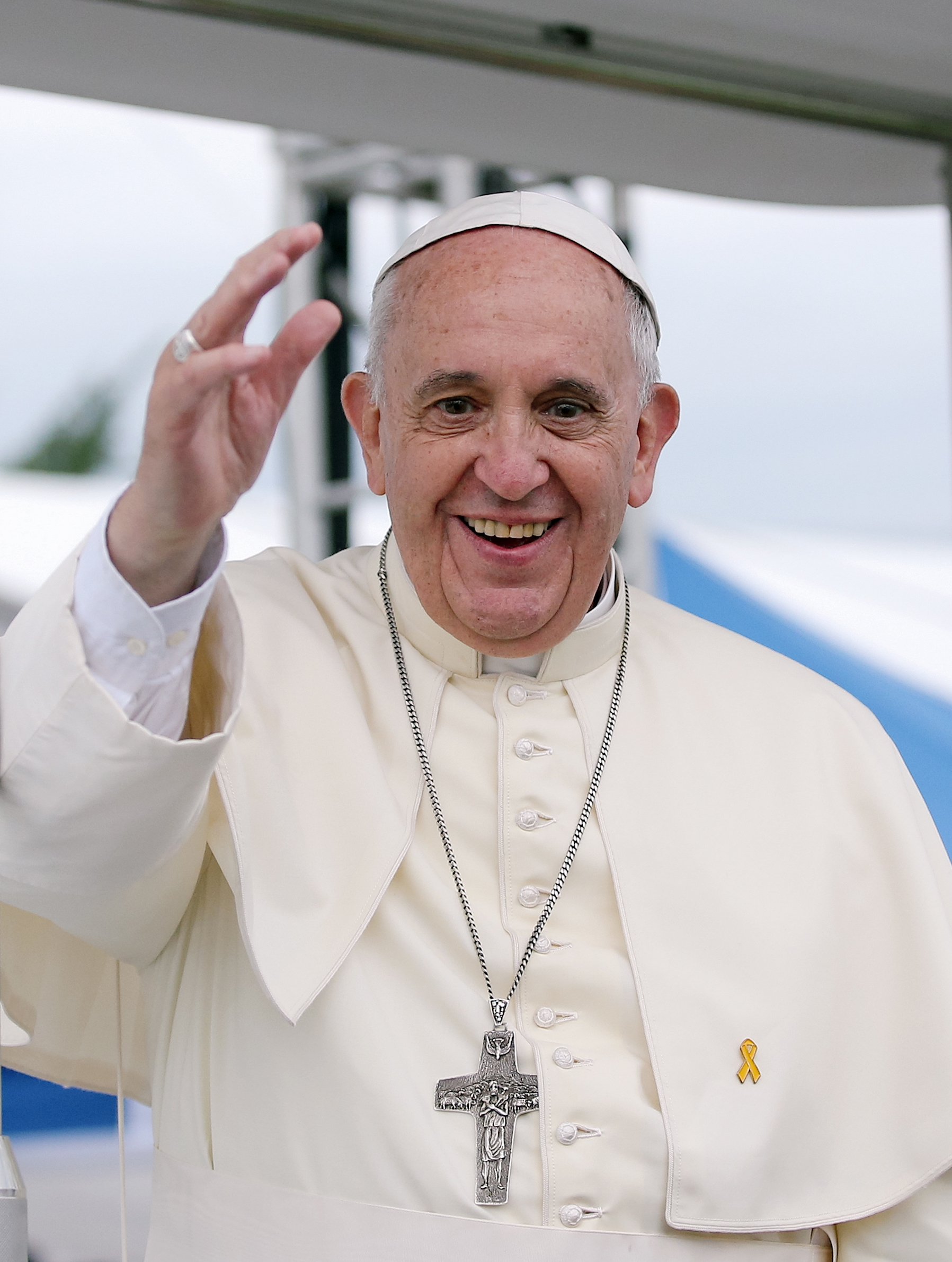
Papa Francisco

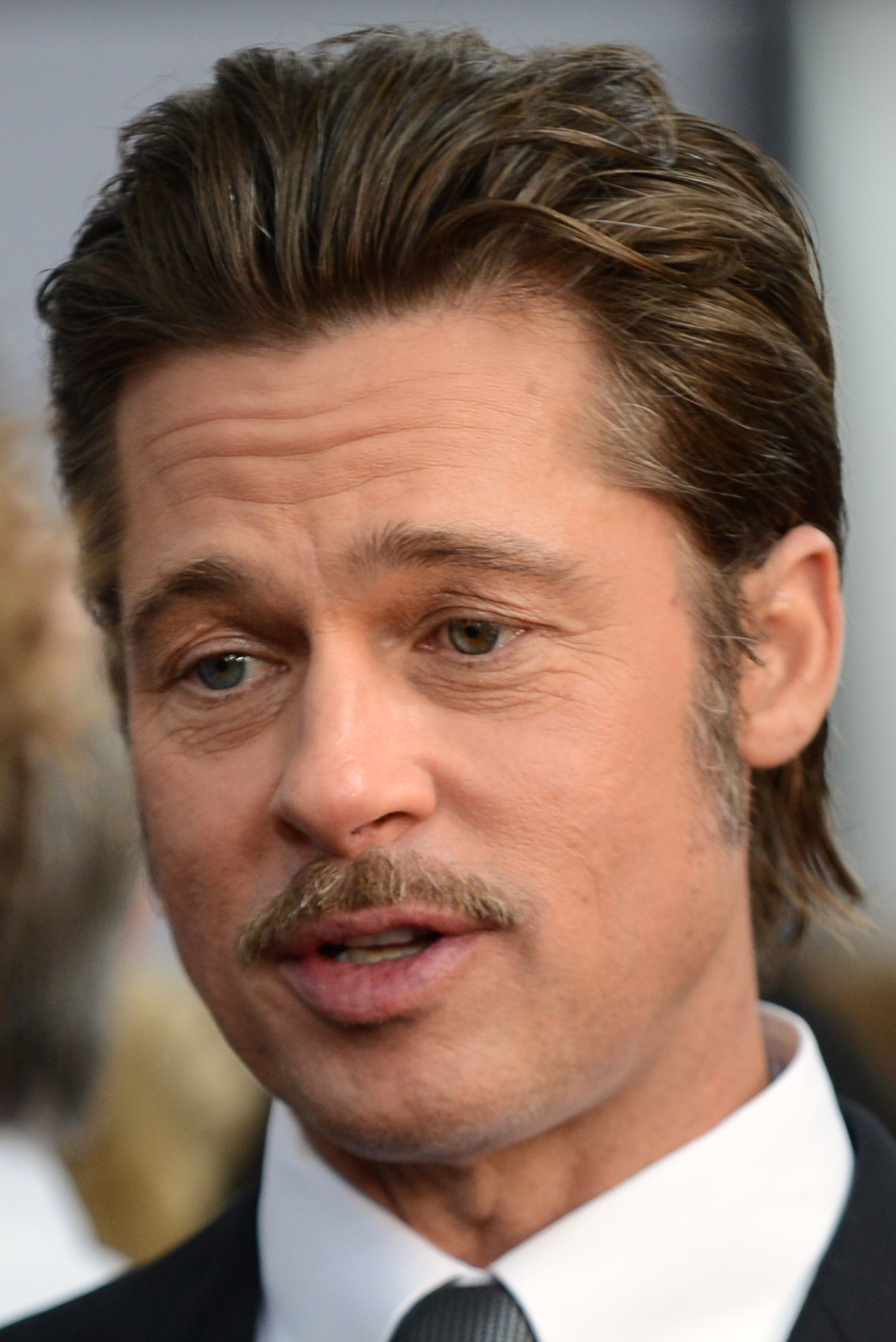
Brad Pitt

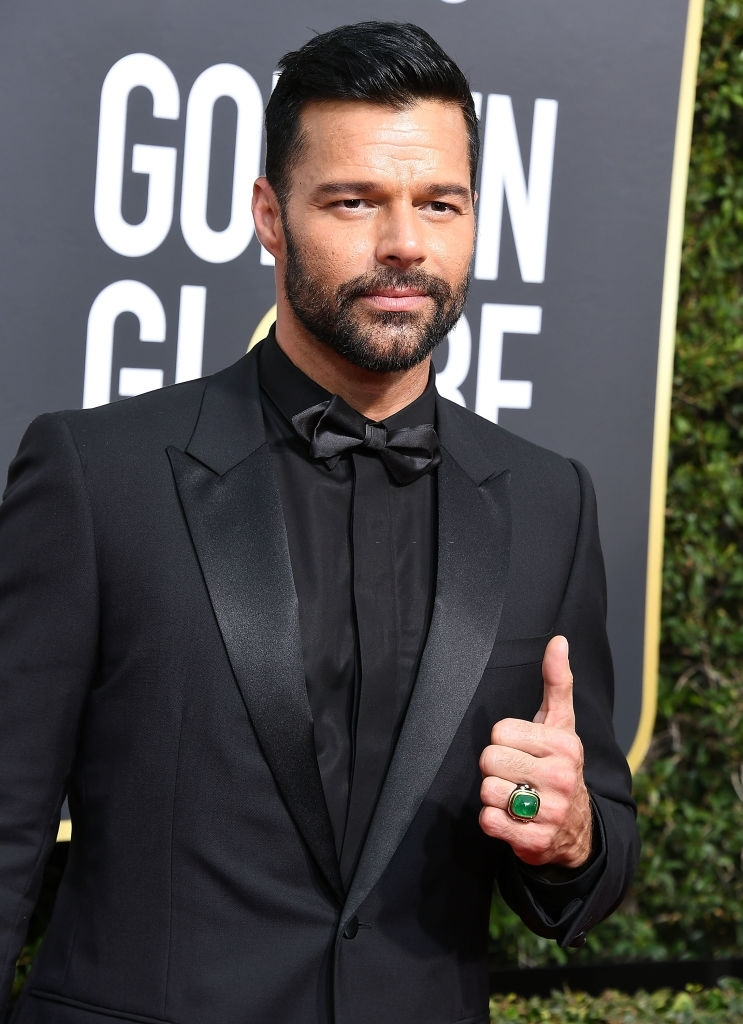
Ricky Martin

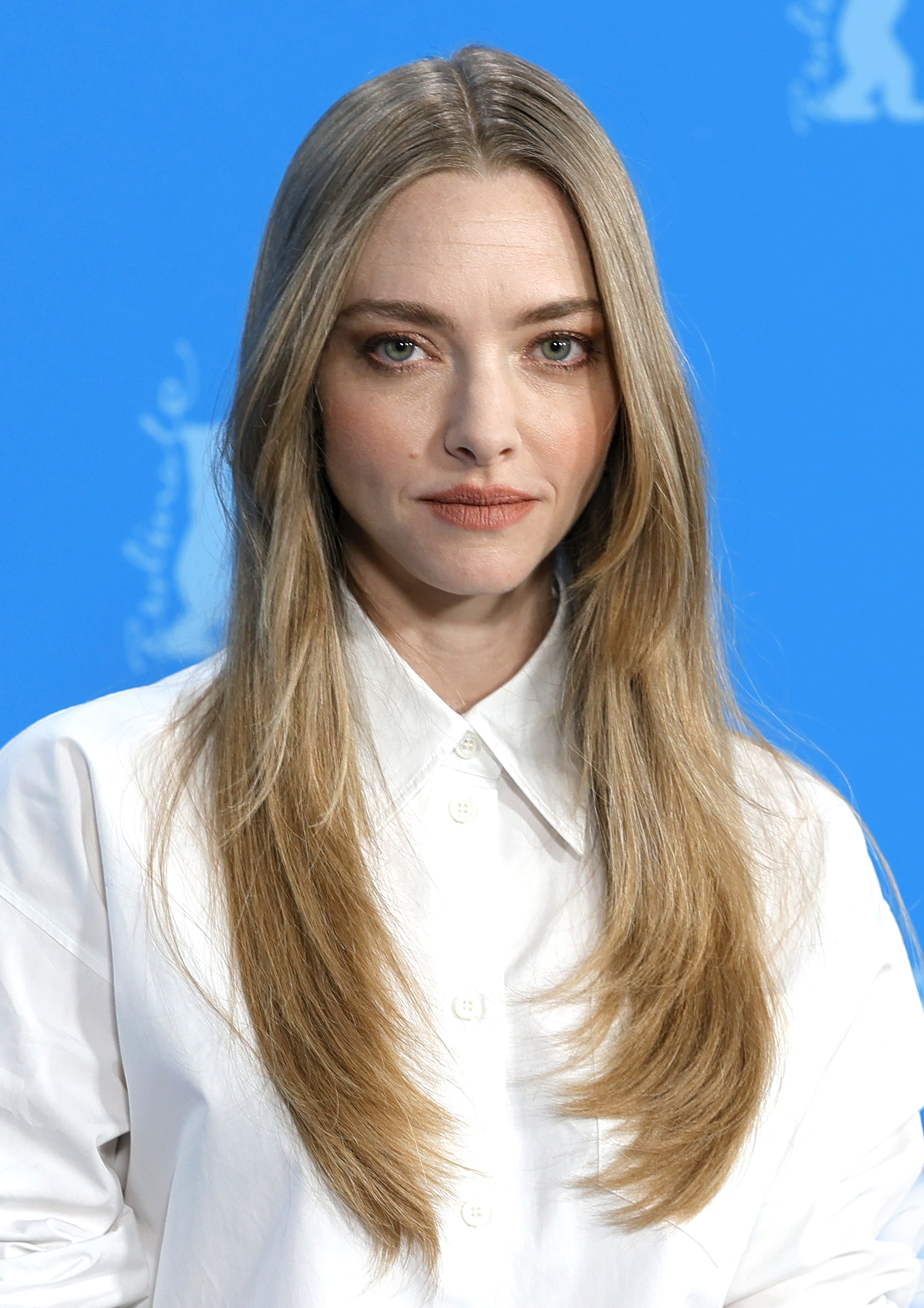
Amanda Seyfried

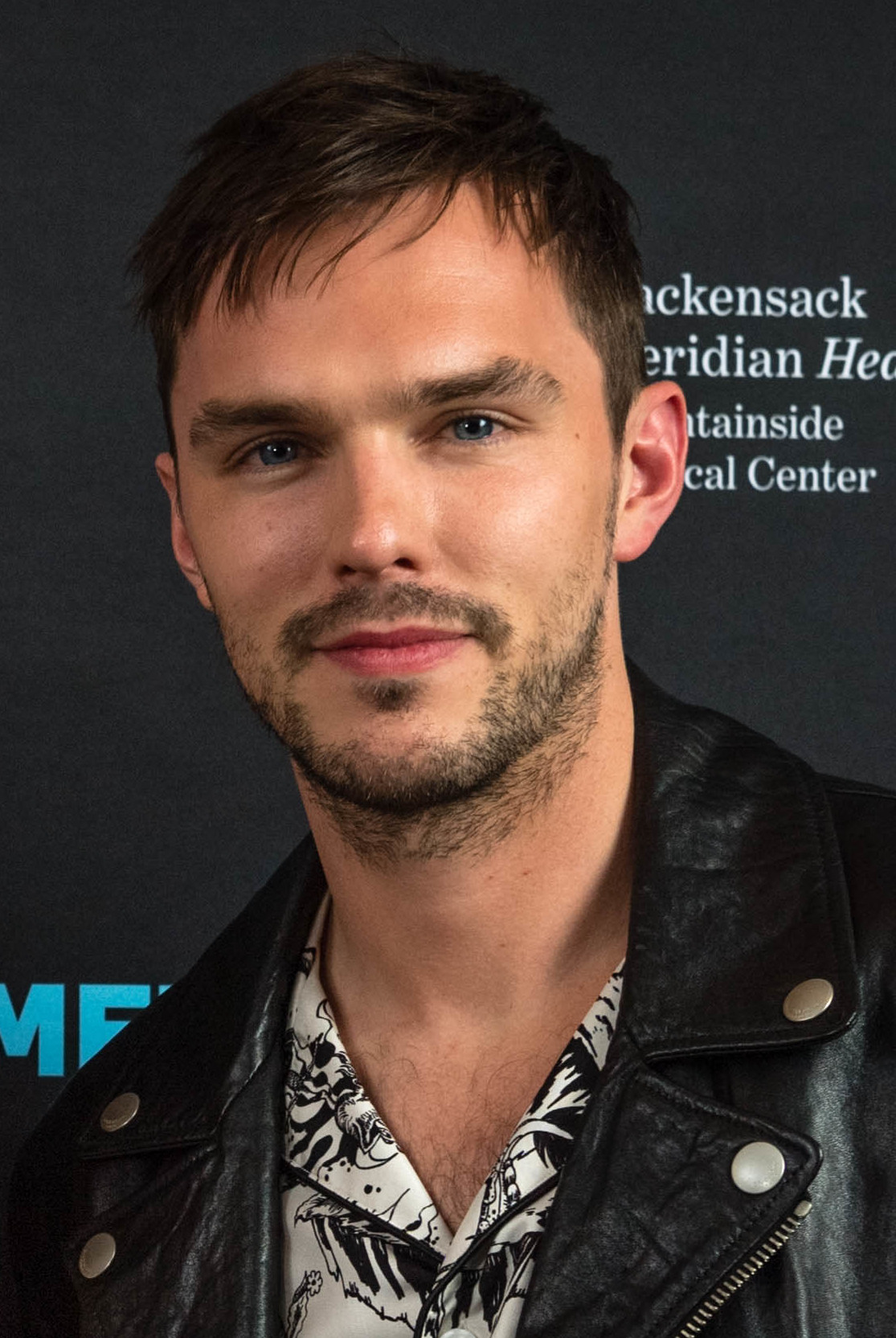
Nicholas Hoult

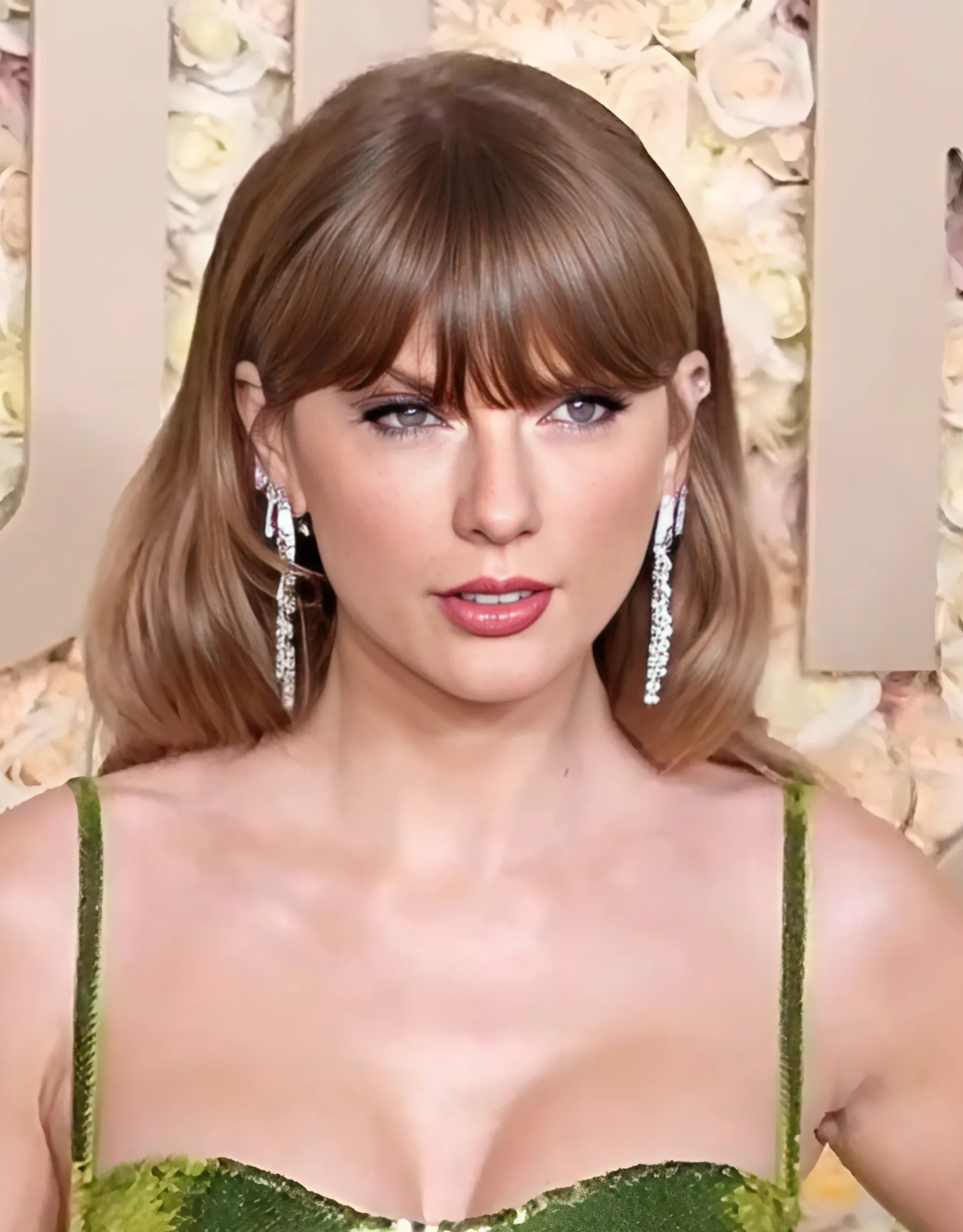
Taylor Swift

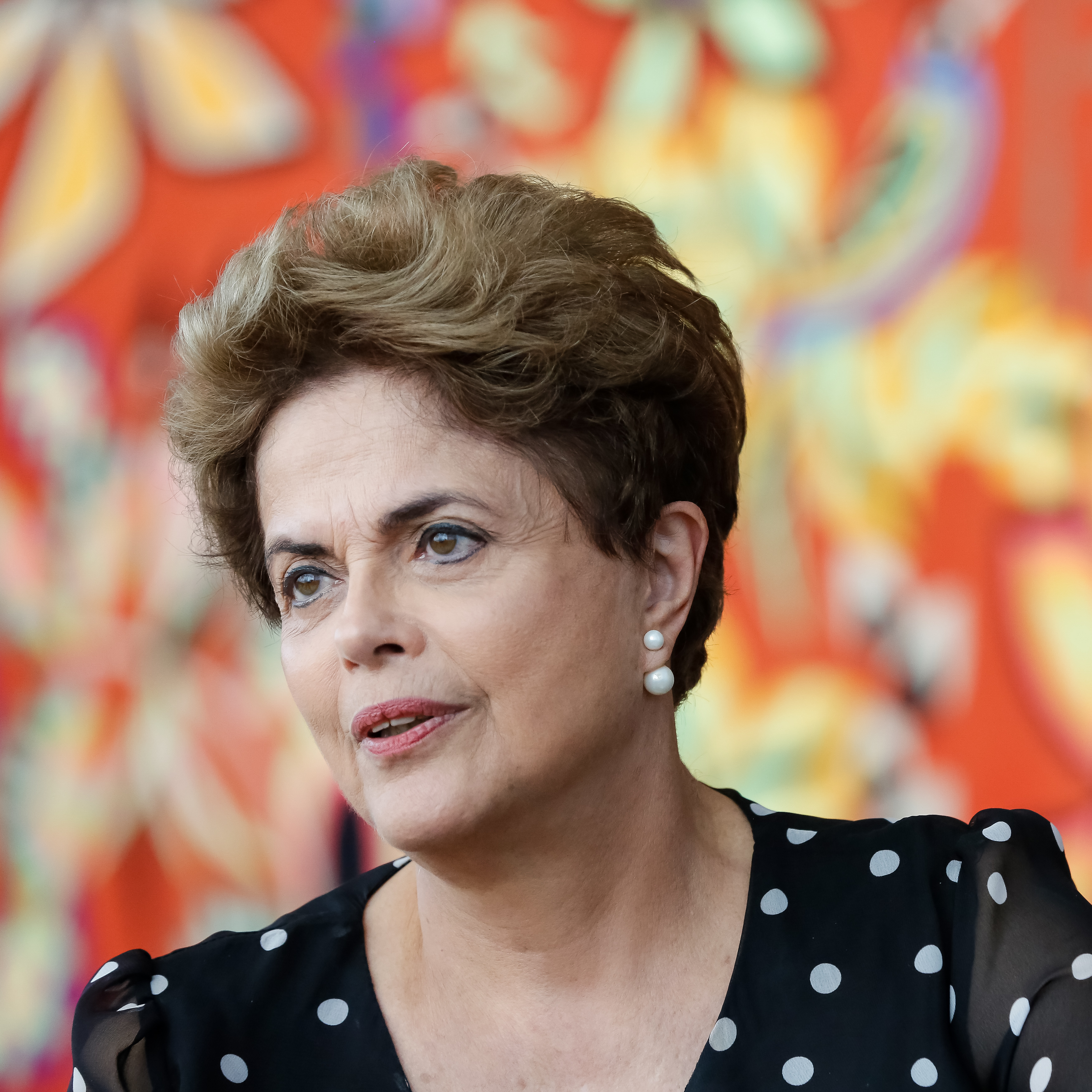
Dilma Rousseff

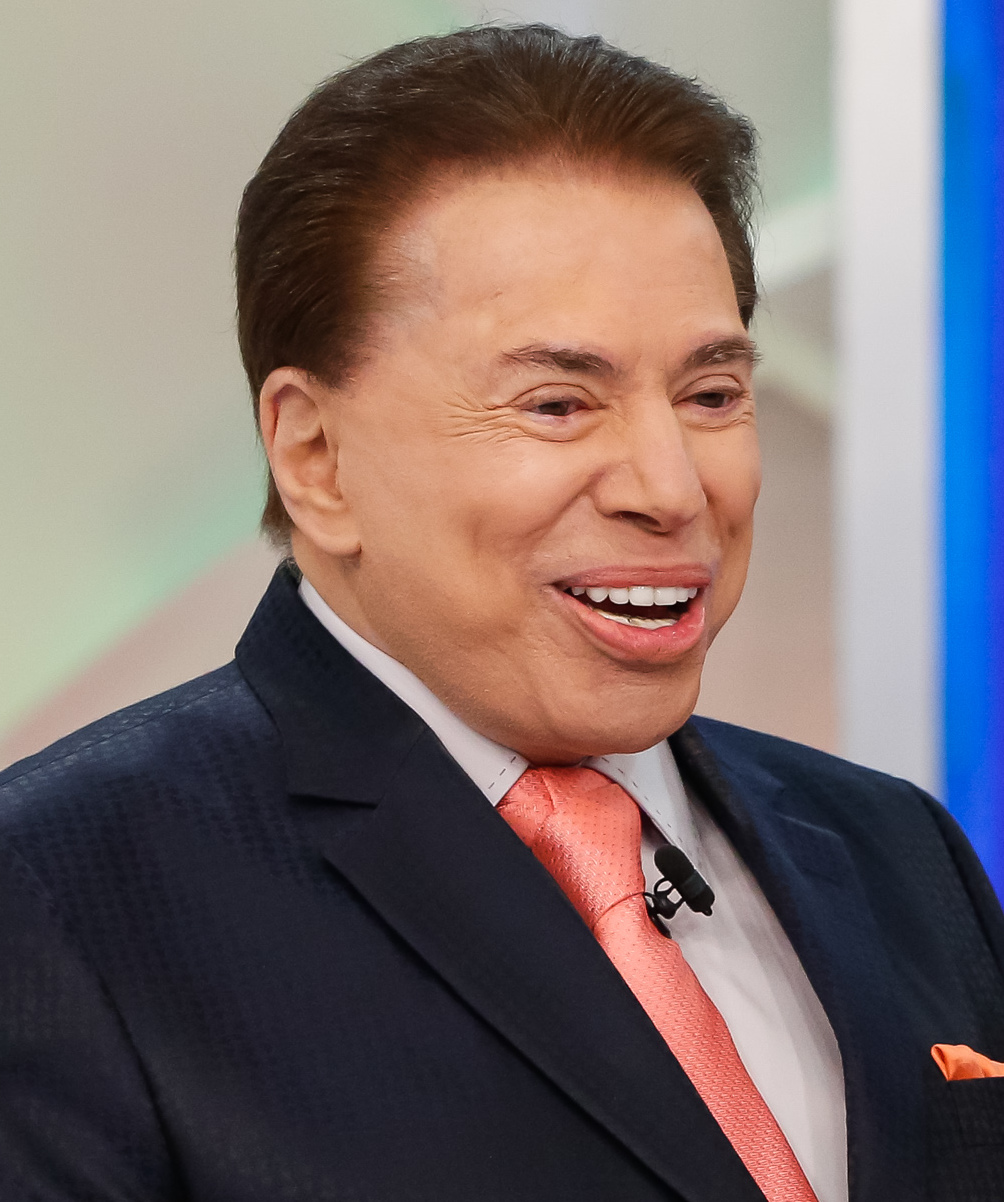
Silvio Santos

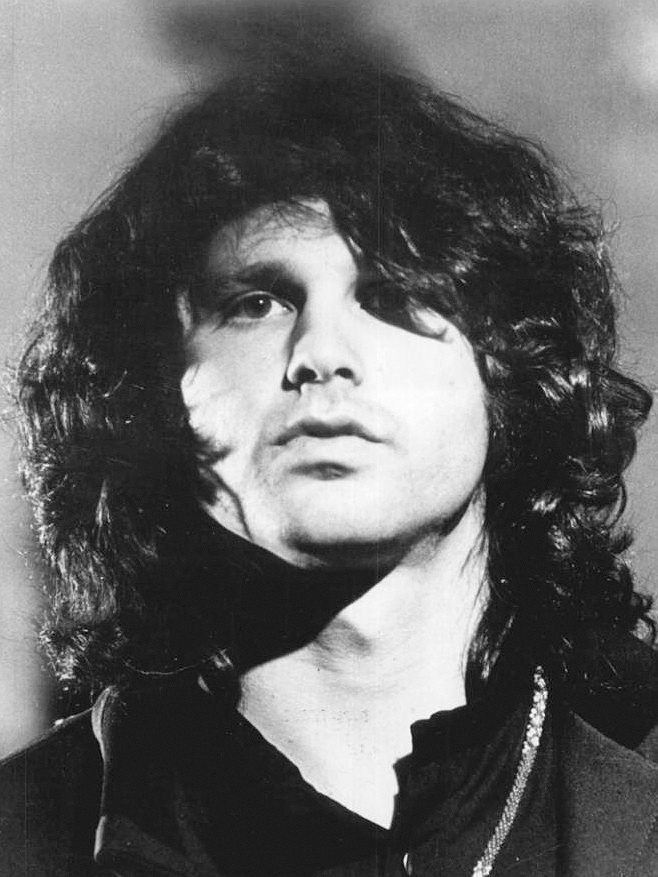
Jim Morrison

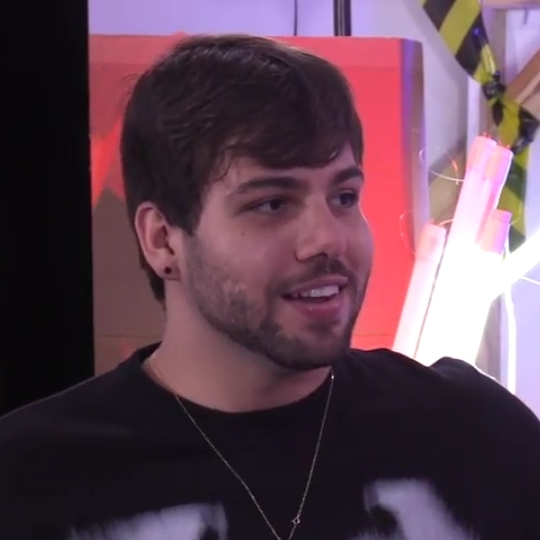
T3ddy

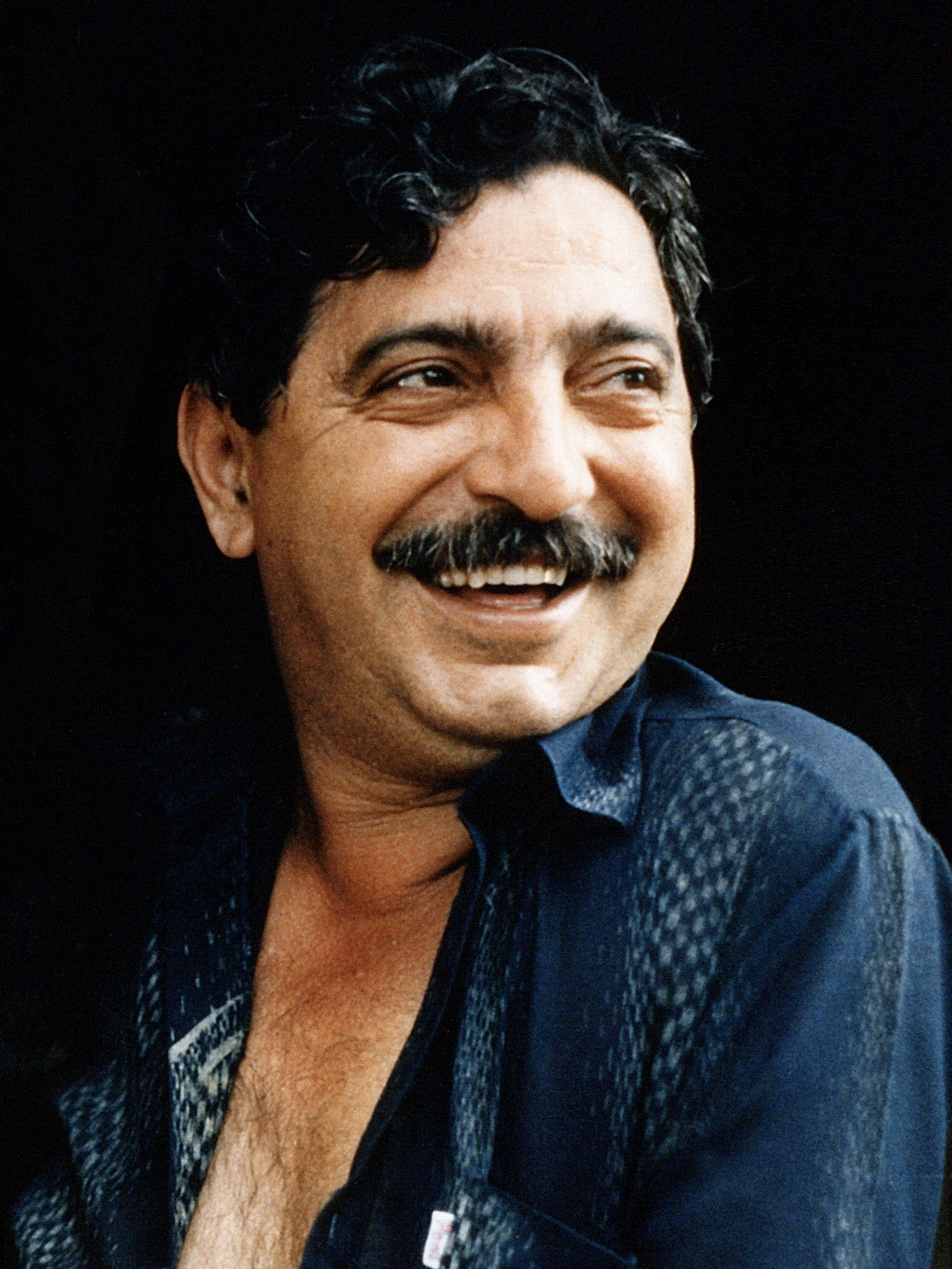
Chico Mendes

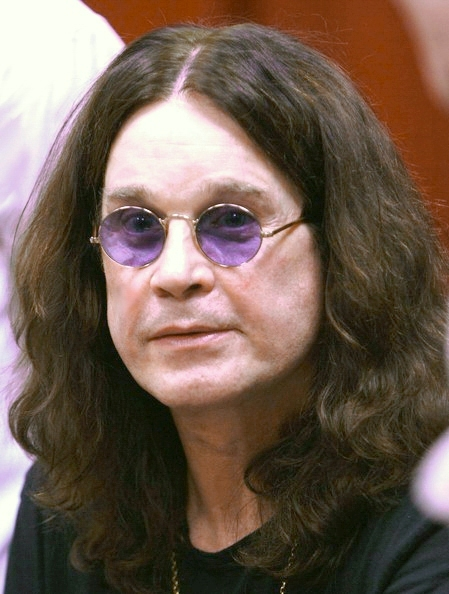
Ozzy Osbourne

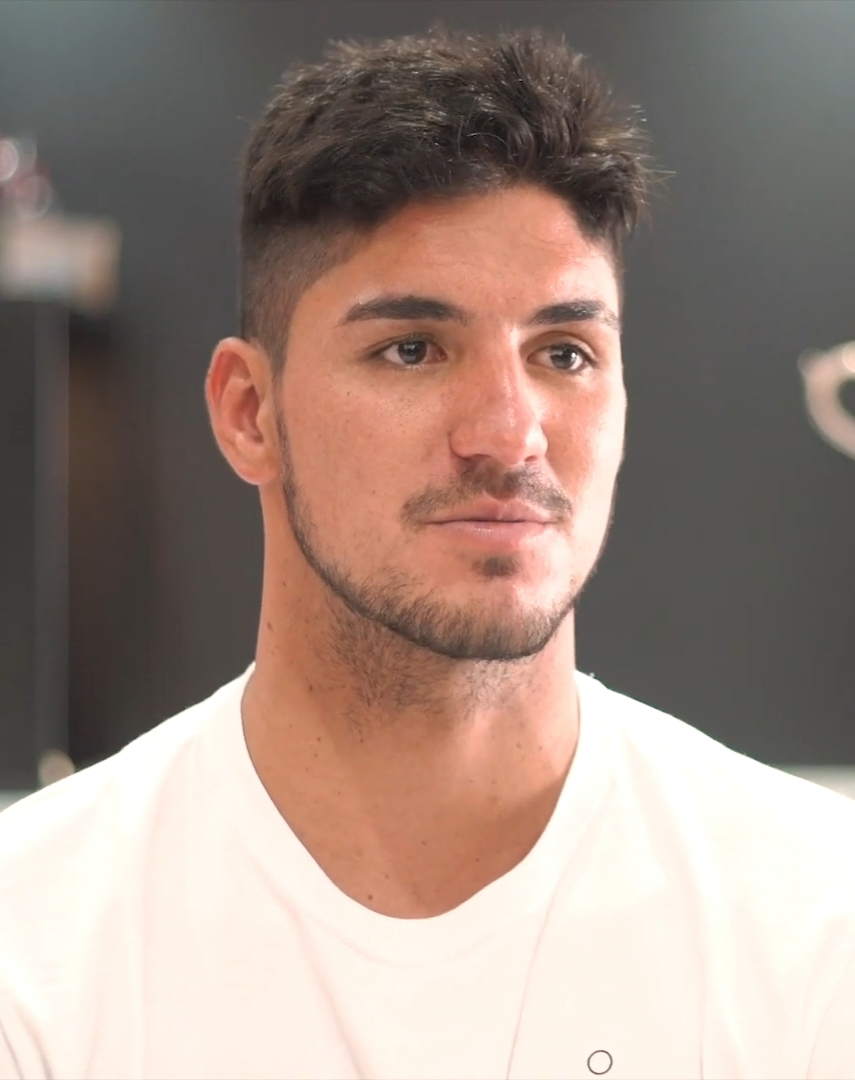
Gabriel Medina

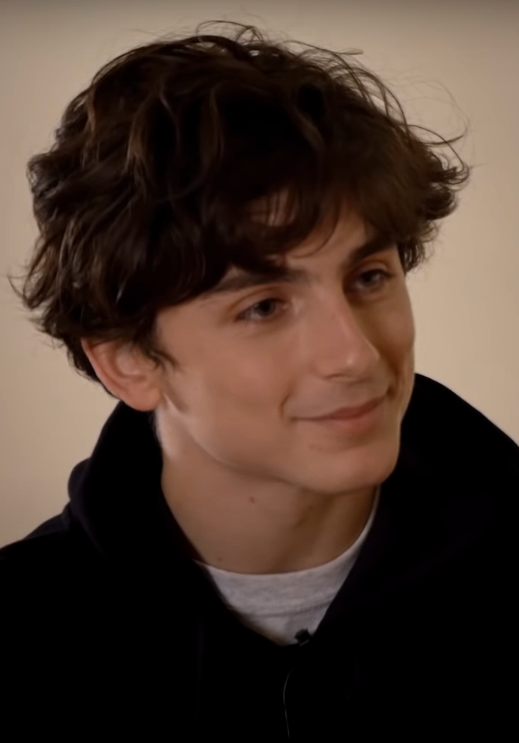
Timothée Chalamet

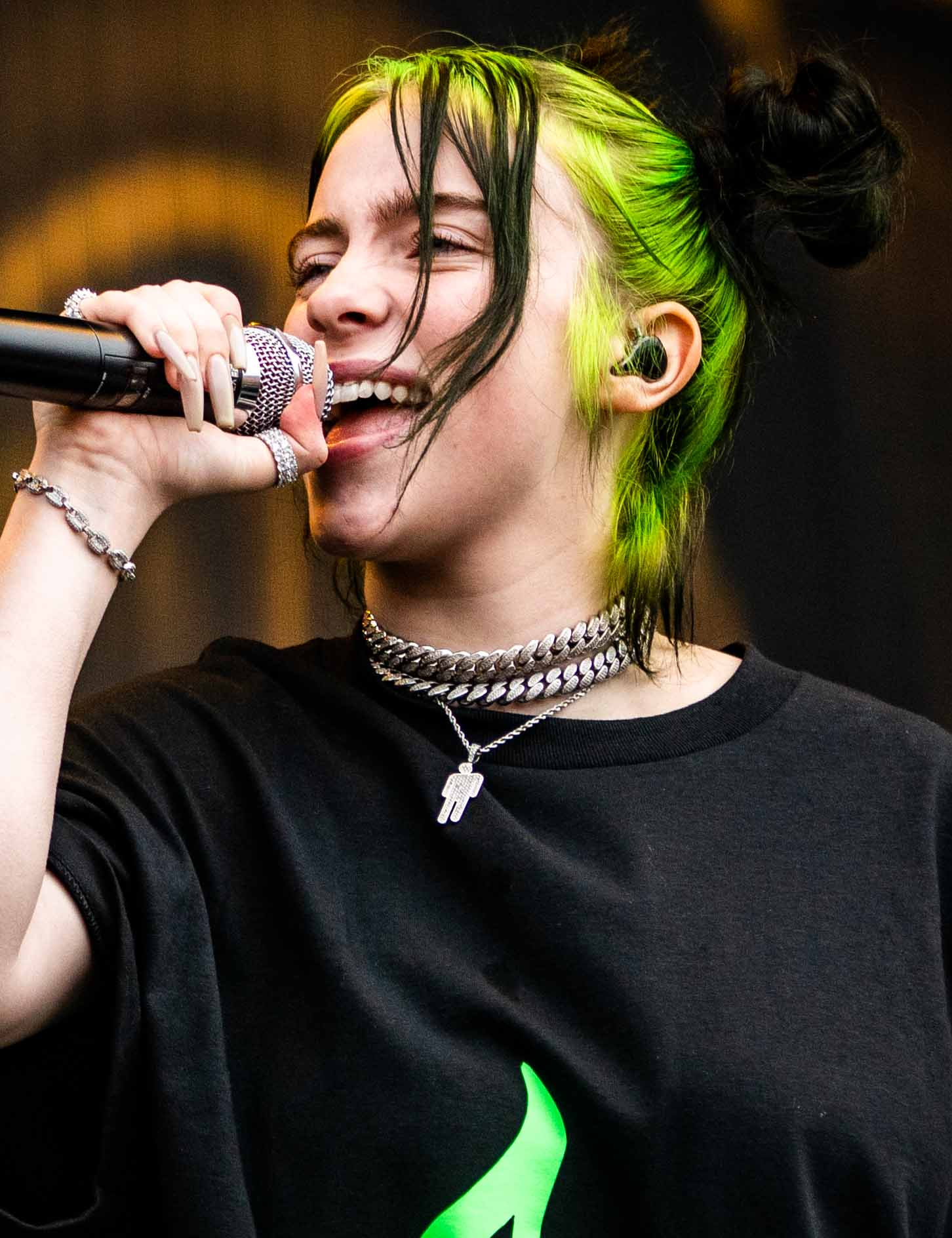
Billie Eilish

- 1 de dezembro de 1655 — Antonio Palomino, pintor espanhol (m. 1726).
- 1 de dezembro de 1831 — Maria Amélia de Bragança, a princesa-flor (m. 1853).
- 1 de dezembro de 1081 — Luís VI da França (m. 1137).
- 1 de dezembro de 1443 — Madalena da França, Princesa de Viana e Navarra.
- 1 de dezembro de 1921 — Nestor de Holanda, jornalista e escritor brasileiro (m. 1970).
- 1 de dezembro de 1965 — Mika Lins, atriz brasileira.
- 1 de dezembro de 1951 — Walcyr Carrasco, escritor brasileiro de telenovelas.
- 2 de dezembro de 1825 — D. Pedro II, imperador brasileiro (m. 1891).
- 2 de dezembro de 1978 — Nelly Furtado, cantora luso-canadiana.
- 2 de dezembro de 1981 — Britney Spears, cantora norte-americana.
- 3 de dezembro de 1838 — Luísa da Prússia (m. 1923).
- 3 de dezembro de 1948 — Ozzy Osbourne, músico inglês.
- 3 de dezembro de 1994 — Jake T. Austin, actor norte-americano.
- 3 de dezembro de 1944 — António Variações, cantor e compositor português.
- 3 de dezembro de 1960 — Julianne Moore, atriz norte-americana.
- 3 de dezembro de 1967 — Mark Deklin, actor norte-americano.
- 3 de dezembro de 1985 — Amanda Seyfried, atriz, modelo e cantora norte-americana.
- 3 de dezembro de 1973 — Holly Marie Combs, atriz norte-americana, famosa por interpretar Piper Halliwell na série Charmed.
- 3 de dezembro de 1992 — Gessica Kayane, atriz e humorista brasileira.
- 3 de dezembro de 1988 — Pietro Boselli, modelo italiano.
- 3 de dezembro de 1989 — Juliette Freire, advogada, cantora e maquiadora brasileira.
- 4 de dezembro de 1965 — Luma de Oliveira, modelo e empresária brasileira.
- 4 de dezembro de 1969 — Jay-Z, rapper norte-americano.
- 4 de dezembro de 2001 — Giovanna Chaves, atriz brasileira.
- 4 de dezembro de 1992 — Jin (cantor), cantor sul-coreano.
- 5 de dezembro de 1901 — Walt Disney, desenhista e empresário norte-americano (m. 1966).
- 5 de dezembro de 1911 — Carlos Marighella, guerrilheiro e político brasileiro (m. 1969).
- 5 de dezembro de 1949 — Angela Ro Ro, cantora e compositora brasileira.
- 5 de dezembro de 1954 — Carlos Nascimento, jornalista brasileiro.
- 5 de dezembro de 1956 — Leila Cordeiro, jornalista brasileira.
- 5 de dezembro de 1973 — Danielle Winits, atriz e modelo brasileira.
- 5 de dezembro de 1976 — Rafinha Bastos, comediante e jornalista brasileiro.
- 5 de dezembro de 1998 — Conan Gray, cantor e compositor norte-americano.
- 5 de dezembro de 2001 — Diego Velazquez, ator norte-americano.
- 5 de dezembro de 2004 — Jules LeBlanc, youtuber, atriz e cantora norte-americana.
- 6 de dezembro de 1421 — Henrique VI de Inglaterra (m. 1471).
- 6 de dezembro de 1896 — Ira Gershwin, músico estadunidense (m. 1983).
- 6 de dezembro de 1946 — Emílio Santiago, cantor e compositor brasileiro (m. 2013).
- 6 de dezembro de 1947 — R. R. Soares, pastor, televangelista, empresário e político brasileiro.
- 6 de dezembro de 1984 —  Sofia, Duquesa de Varmlândia.
- 6 de dezembro de 1985 — Dulce Maria, cantora e atriz mexicana.
- 7 de dezembro de 1545 — Henrique Stuart, Lorde Darnley (m. 1567).
- 7 de dezembro de 1979 — Jennifer Carpenter, atriz norte-americana.
- 7 de dezembro de 1918 — Inimá de Paula, pintor, desenhista e professor brasileiro (m. 1999).
- 7 de dezembro de 1843 — Marc Ferrez, fotógrafo brasileiro (m. 1923).
- 7 de dezembro de 1993 — Jasmine Villegas, é uma cantora norte-americana
- 7 de dezembro de 1989 — Nicholas Hoult, ator britânico.
- 8 de dezembro de 1542 — Mary Stuart, Rainha da Escócia (m. 1587).
- 8 de dezembro de 1708 — Francisco I, Imperador Romano-Germanico (m. 1765).
- 8 de dezembro de 1943 — Jim Morrison, líder dos The Doors (m. 1971).
- 8 de dezembro de 1959 — Fher Olvera, compositor e vocalista do conjunto musical mexicano Maná.
- 8 de dezembro de 1973 — Corey Taylor, vocalista das bandas Stone Sour e Slipknot.
- 8 de dezembro de 1978 — Ian Somerhalder, ator e modelo estadunidense.
- 8 de dezembro de 1982 — Nicki Minaj, cantora norte-americana.
- 9 de dezembro de 1810 — Augusto de Beauharnais, Príncipe Consorte do Reino de Portugal (m. 1835).
- 9 de dezembro de 1916 — Kirk Douglas, ator estadunidense (m. 2020).
- 9 de dezembro de 1934 — Judi Dench, atriz britânica.
- 9 de dezembro de 1978 — Jesse Metcalfe, ator estadunidense
- 9 de dezembro de 1986 — Bruno Gissoni, ator brasileiro.
- 9 de dezembro de 1972 — Tré Cool, baterista do Green Day.
- 10 de dezembro de 1941 — Tommy Rettig, ator norte-americano (m. 1996).
- 10 de dezembro de 1962 — Cássia Eller, cantora e compositora brasileira (m. 2001).
- 10 de dezembro de 1973 — Gabriela Spanic, modelo e atriz venezuelana.
- 10 de dezembro de 1987 — Gonzalo Higuaín, futebolista argentino.
- 11 de dezembro de 1893 — Alceu Amoroso Lima, crítico literário, professor, pensador, escritor e líder brasileiro (m. 1983).
- 11 de dezembro de 1916 — Osmar de Aquino Araújo, advogado brasileiro (m. 1980).
- 11 de dezembro de 1935 — Amaury Antônio Pasos, basquetebolista brasileiro (m. 2024).
- 11 de dezembro de 1996 — Hailee Steinfeld, atriz e cantora norte-americana.
- 11 de dezembro de 1996 — Jack Griffo, ator e cantor norte-americano.
- 12 de dezembro de 1791 — Maria Luisa da Áustria (m. 1847).
- 12 de dezembro de 1821 — Gustave Flaubert, escritor francês (m. 1880).
- 12 de dezembro de 1891 — Buck Jones, ator estadunidense (m. 1942).
- 12 de dezembro  de 1915 — Frank Sinatra, cantor e produtor estadunidense (m.1998).
- 12 de dezembro de 1930 — Silvio Santos, apresentador e empresário brasileiro (m. 2024).
- 12 de dezembro de 1843 — Marcel Deprez, engenheiro eletricista francês (m. 1918).
- 12 de dezembro de 1991 — Jaime Lorente, ator espanhol.
- 12 de dezembro de 1996 — Gabi Martins, cantora e compositora brasileira.
- 12 de dezembro de 1996 — Miguel Bernardeau, ator espanhol.
- 12 de dezembro de 2000 — Lucas Jade Zumann, ator norte-americano.
- 13 de dezembro de 1934 — Tião Carreiro, ícone da música brasileira (m. 1993).
- 13 de dezembro de 1929 — Christopher Plummer, ator canadense.
- 13 de dezembro de 1981 — Amy Lee, cantora norte-americana.
- 13 de dezembro de 1989 — Taylor Swift, cantora e atriz norte-americana.
- 13 de dezembro de 1991 — Gastón Soffritti, ator argentino.
- 13 de dezembro de 1912 — Luiz Gonzaga, cantor e compositor brasileiro (m. 1989).
- 14 de dezembro de 1787 — Maria Luisa da Áustria-Este.
- 14 de dezembro de 1976 — Rodrigo Phavanello, ator e modelo brasileiro.
- 14 de dezembro de 1895 — Rei Jorge VI da Inglaterra (m. 1952).
- 14 de dezembro de 1947 — Dilma Rousseff, 36.ª Presidente do Brasil.
- 14 de dezembro de 1933 — Eva Wilma, atriz brasileira (m. 2021).
- 14 de dezembro de 1983 — Mumuzinho, cantor brasileiro.
- 14 de dezembro de 1983 — Igor Rickli, ator brasileiro.
- 14 de dezembro de 1988 — Vanessa Hudgens, cantora e atriz rte-americana.
- 15 de dezembro de 37 — Nero, imperador romano (m. 68).
- 15 de dezembro de 130 — Lúcio Vero, imperador romano (m. 169).
- 15 de dezembro de 1657 — Michel-Richard Delalande, músico e organista francês (m. 1726).
- 15 de dezembro de 1743 — Irineu Joffily, jornalista brasileiro (m. 1902).
- 15 de dezembro de 1925 — Kasey Rogers, atriz norte-americana (m. 2006).
- 15 de dezembro de 1944 — Chico Mendes, seringueiro brasileiro (m. 1988).
- 15 de dezembro de 1907 — Oscar Niemeyer, arquiteto brasileiro (m. 2012).
- 15 de dezembro de 1969 — Adriana Esteves, atriz brasileira.
- 15 de dezembro de 1969 — Luís Miranda, ator e comediante brasileiro.
- 15 de dezembro de 1916 — Miguel Arraes, advogado e político brasileiro (m. 2005).
- 15 de dezembro de 1832 — Gustave Eiffel, engenheiro e arquiteto francês (m. 1923).
- 15 de dezembro de 1982 — Charlie Cox, ator inglês.
- 15 de dezembro de 1979 — Adam Brody, ator norte-americano.
- 15 de dezembro de 1997 — Stefania Owen, atriz norte-americana.
- 15 de dezembro de 1997 — Maude Apatow, atriz norte-americana.
- 15 de dezembro de 1998 — Chandler Canterbury, ator norte-americano.
- 15 de dezembro de 1997 — Cavetown, cantor e compositor britânico.
- 16 de dezembro de 1485 — Catarina de Aragão (m. 1536).
- 16 de dezembro de 1790 — Leopoldo I da Bélgica (m. 1865).
- 16 de dezembro de 1888 — Alexandre da Iugoslávia (m. 1934).
- 16 de dezembro de 1949 — Billy Gibbons, cantor, compositor e guitarrista da banda americana ZZ Top.
- 16 de dezembro de 1770 — Ludwig van Beethoven, compositor alemão (m. 1827).
- 16 de dezembro de 1775 — Jane Austen, escritora inglesa (m. 1817).
- 16 de dezembro de 1865 — Olavo Bilac, poeta parnasianista brasileiro (m. 1918).
- 16 de dezembro de 1978 — Scott Bailey , ator norte-americano.
- 16 de dezembro de 1984 — Filomena Cautela, atriz e apresentadora portuguesa.
- 16 de dezembro de 1981 — Krysten Ritter, atriz, musicista e ex-modelo norte-americana.
- 16 de dezembro de 1982 — Carla Matadinho, modelo portuguesa.
- 16 de dezembro de 1994 — T3ddy, youtuber, influenciador digital e ator brasileiro.
- 16 de dezembro de 2001 — Sebastian Croft, ator inglês.
- 17 de dezembro de 1734 — Maria I, Rainha de Portugal,Brasil e Algarves (m. 1816).
- 17 de dezembro de 1936 — Papa Francisco (m. 2025).
- 17 de dezembro de 1975 — Milla Jovovich, atriz ucraniana.
- 17 de dezembro de 1977 — Katheryn Winnick, atriz canadense.
- 17 de dezembro de 1986 — Emma Bell, atriz norte-americana.
- 17 de dezembro de 1989 — Taylor York, músico americano.
- 17 de dezembro de 1983 — Rodrigo Andrade, ator brasileiro.
- 17 de dezembro de 1998 — Manu Ríos, ator e músico espanhol.
- 17 de dezembro de 2002 — Guilherme Seta, ator brasileiro.
- 17 de dezembro de 2007 — Jaime, Conde de Wessex.
- 18 de dezembro de 1878 — Josef Stalin, escritor e revolucionário georgiano (m. 1953).
- 18 de dezembro de 1913 — Lynn Bari, atriz norte-americana (m. 1989).
- 18 de dezembro de 1916 — Betty Grable, atriz norte-americana (m. 1973).
- 18 de dezembro de 1925 — Peggy Cummins, atriz britânica (m. 2017).
- 18 de dezembro de 1975 — Sia Furler, cantora e compositora australiana.
- 18 de dezembro de 1980 — Christina Aguilera, cantora norte-americana.
- 18 de dezembro de 1989 — Ashley Benson, atriz, modelo e dançarina norte-americana.
- 18 de dezembro de 1975 — Trish Stratus, lutadora de wrestling profissional canadense.
- 18 de dezembro de 1963 — Brad Pitt, ator norte-americano.
- 18 de dezembro de 1946 — Steven Spielberg, cineasta e empresário norte-americano.
- 18 de dezembro de 1997 — Tainá Costa, cantora, dançarina e youtuber brasileira.
- 18 de dezembro de 2001 — Billie Eilish, cantora e compositora norte-americana.
- 19 de dezembro  de 1915  — Edith Piaf, cantora francesa (m.1963).
- 19 de dezembro de 1683 — Felipe V da Espanha (m. 1746).
- 19 de dezembro de 1967 — Criss Angel, mágico/ilusionista, ator e músico norte-americano.
- 19 de dezembro de 1979 — Sheyla Hershey, modelo brasileira.
- 19 de dezembro de 1980 — Jake Gyllenhaal, ator americano.
- 20 de dezembro de 1990 — JoJo, atriz , cantora e compositora norte-americana.
- 20 de dezembro de 1966 — Chris Robinson, cantor norte-americano.
- 20 de dezembro de 1970 — Nicole DeBoer, atriz canadense.
- 20 de dezembro de 1983 — Thaís Pacholek, atriz brasileira.
- 20 de dezembro de 1984 — Taryn Terrell, modelo e lutadora de wrestling.
- 20 de dezembro de 1997 — Suzuka Nakamoto, cantora japonesa, conhecida como integrante do grupo Babymetal.
- 20 de dezembro de 1997 — MC Hariel, cantor e compositor brasileiro.
- 20 de dezembro de 1998 — Kylian Mbappé, futebolista francês.
- 21 de dezembro de 1503 — Nostradamus (m. 1566).
- 21 de dezembro de 1966 — Kiefer Sutherland, ator britânico.
- 21 de dezembro de 1977 — Emmanuel Macron, político francês.
- 21 de dezembro de 1983 — Steven Yeun, ator, dublador e cantor sul-coreano.
- 21 de dezembro de 1985 — Tom Sturridge, ator britânico.
- 21 de dezembro de 1994 — Ana Hikari, atriz brasileira.
- 21 de dezembro de 1997 — Pedro Sampaio, DJ e cantor brasileiro.
- 21 de dezembro de 1997 — Madelyn Cline, atriz norte-americana.
- 22 de dezembro de 1982 — Alinne Moraes, atriz brasileira.
- 22 de dezembro de 1993 — Gabriel Medina, surfista brasileiro.
- 22 de dezembro de 2000 — Joshua Bassett, ator, cantor e compositor norte-americano.
- 23 de dezembro de 1777 — Alexandre I da Rússia (m. 1825).
- 23 de dezembro de 1980 — Pedro Teixeira, actor português.
- 23 de dezembro de 1966 — Claudia Raia, atriz, bailarina e cantora brasileira.
- 23 de dezembro de 1967 — Carla Bruni, modelo, cantora e compositora franco-italiana.
- 23 de dezembro de 2002 — Finn Wolfhard, ator canadense.
- 24 de dezembro de 1837 — Isabel da Baviera, Imperatriz da Áustria (m. 1898).
- 24 de dezembro de 1865 — Amália da Baviera, duquesa de Urach (m. 1912).
- 24 de dezembro de 1922 — Ava Gardner, atriz e cantora estadunidense (m. 1990).
- 24 de dezembro de 1945 — Lemmy Kilmister, músico, cantor, compositor, baixista e vocalista da banda inglesa Motörhead (m. 2015).
- 24 de dezembro de 1905 — Howard Hughes, um dos homens mais ricos do mundo (m. 1976).
- 24 de dezembro de 1974 — Ryan Seacrest, apresentador e produtor norte-americano.
- 24 de dezembro de 1971 — Ricky Martin, cantor, compositor e ator porto-riquenho.
- 24 de dezembro de 1991 — Louis Tomlinson, cantor britânico na banda One Direction.
- 25 de dezembro do século I — Jesus Cristo, segundo a tradição.
- 25 de dezembro de 1416 — Cristina da Saxônia, Rainha da Dinamarca, Noruega e Suécia.
- 25 de dezembro de 1505 — Cristina da Saxónia, condessa alemã (m. 1549).
- 25 de dezembro de 1584 — Margarida, Arquiduquesa da Áustria e Rainha da Espanha (m. 1611).
- 25 de dezembro de 1717 — Papa Pio VI (m. 1799).
- 25 de dezembro de 1976 — Armin van Buuren, DJ holandês.
- 26 de dezembro de 1971 — Jared Leto, ator e cantor norte-americano.
- 26 de dezembro de 1964 — Celso Cleto, encenador português.
- 26 de dezembro de 1990 — Aaron Ramsey, futebolista britânico.
- 27 de dezembro de 1926 — Jerome Courtland, ator norte-americano (m. 2012).
- 27 de dezembro de 1797 - Marquesa de Santos,marquesa e amante de Dom Pedro I (m. 1867).
- 27 de dezembro de 1988 — Hayley Williams, cantora norte-americana.
- 27 de dezembro de 1974 — Masi Oka, ator nipo-americano.
- 27 de dezembro de 1966 — Bill Goldberg, ex- lutador profissional.
- 27 de dezembro de 1571 — Johannes Kepler, astrônomo, astrólogo e matemático alemão (m. 1630).
- 27 de dezembro de 1995 — Timothée Chalamet, ator norte-americano.
- 27 de dezembro de 2005 — Kristina Pimenova, supermodelo e atriz russa.
- 28 de dezembro de 1813 — Visconde de Mauá (m. 1889).
- 28 de dezembro de 1982 — Wanessa Camargo, cantora brasileira.
- 28 de dezembro de 1937 — Jorge Nuno Pinto da Costa, presidente do Futebol Clube do Porto.
- 28 de dezembro de 1962 — Solange Frazão, apresentadora de televisão modelo e atriz brasileira.
- 28 de dezembro de 1922 — Stan Lee, escritor, editor, publicitário, ator e produtor norte-americano (m.2018).
- 28 de dezembro de 2000 — Laríssa Manoela, atriz e cantora brasileira.
- 29 de dezembro de 1709 — Isabel da Rússia (m. 1762).
- 29 de dezembro de 1721 — Madame de Pompadour, marquesa de Pompadour e amante de Luis XV (m. 1764).
- 29 de dezembro de 1903 — Candido Portinari, pintor brasileiro.
- 29 de dezembro de 1972 — Jude Law, ator britânico.
- 29 de dezembro de 1982 — Alison Brie, atriz norte-americana.
- 29 de dezembro de 1995 — Ross Lynch, ator, cantor e dançarino norte-americano.
- 29 de dezembro de 1996 — Dylan Minnette, ator norte-americano.
- 30 de dezembro de 1989 — Letícia Colin, atriz brasileira.
- 30 de dezembro de 1963 — Tony Carreira, cantor português.
- 30 de dezembro de 1972 — Selton Mello, ator brasileiro.
- 30 de dezembro de 1978 — Tyrese Gibson, ator e cantor americano.
- 30 de dezembro de 1980 — Nadja Haddad, jornalista e apresentadora brasileira.
- 30 de dezembro de 1982 — Rita Brütt, actriz portuguesa.
- 30 de dezembro de 1982 — Kristin Kreuk, atriz e modelo canadense.
- 30 de dezembro de 1986 — Ellie Goulding, cantora e compositora inglesa.
- 30 de dezembro de 1995 — V, cantor sul-coreano.
- 31 de dezembro de 1947 — Rita Lee, cantora e atriz brasileira (m. 2023).
- 31 de dezembro de 1977 — Psy, cantor sul-coreano.
- 31 de dezembro de 1980 — Rosanne Mulholland, atriz brasileira.
- 31 de dezembro de 1987 — Maiara & Maraísa, dupla sertaneja brasileira.

## Mortes
- 1 de dezembro de 2017 — Fredy Schmidtke, ciclista alemão (n. 1961).
- 1 de dezembro de 2021 — Noemi Gerbelli, atriz brasileira (n. 1953).
- 1 de dezembro de 2022 — Ercole Baldini,  ciclista italiano (n. 1933)
- 1 de dezembro de 2023 — Sandra Day O'Connor, jurista e política estadunidense (n. 1936).
- 1 de dezembro de 2024 — Rogério Cezar de Cerqueira Leite, engenheiro eletrônico e físico brasileiro (n. 1931).
- 2 de dezembro de 2013 — Pedro Rocha, futebolista brasileiro (n. 1942).
- 2 de dezembro de 2020 — Rodela, humorista brasileiro (n. 1954).
- 2 de dezembro de 2024 — Paulo Giardini, ator brasileiro (n. 1962).
- 3 de dezembro de 1960 — Antônio Silva, organista brasileiro (n. 1908).
- 4 de dezembro de 1967 — Bert Lahr, ator estadunidense (n. 1895).
- 4 de dezembro de 2016 — Ferreira Gullar, poeta e escritor brasileiro (n. 1930).
- 4 de dezembro de 2023 — Gil Brother Away, ator brasileiro (n. 1957).
- 4 de dezembro de 2024 — Gilberto Mendonça Teles, poeta e escritor brasileiro (n. 1931).
- 5 de dezembro de 2015 — Marília Pêra, atriz e cantora brasileira (n. 1943).
- 5 de dezembro de 1947 — William I. Thomas, sociólogo norte-americano (n. 1863).
- 5 de dezembro de 1891 — Dom Pedro II, imperador brasileiro (n. 1825).
- 6 de dezembro de 2018 — José de Anchieta Júnior, político brasileiro (n. 1965).
- 6 de dezembro de 2021 — Mila Moreira, atriz brasileira (n. 1946).
- 7 de dezembro de 1796 — Manoel Lopes Diniz, fazendeiro do sertão (n. 1709).
- 7 de dezembro de 2020 — Eduardo Galvão, ator brasileiro (n. 1962)
- 8 de dezembro de 2017 — Ocimar Versolato, estilista brasileiro (n. 1961).
- 9 de dezembro de 2019 — Marie Fredriksson, cantora sueca (n. 1958).
- 9 de dezembro de 1977 — Clarice Lispector, escritora e jornalista brasileira (n. 1920).
- 9 de dezembro de 2009 — Luiz Carlos Alborghetti, jornalista policial, radialista e político brasileiro (n. 1945).
- 9 de dezembro de 2024 — Dalton Trevisan, escritor brasileiro (n. 1925).
- 10 de dezembro de 2017 — Eva Todor, atriz brasileira (n. 1919).
- 11 de dezembro de 2018 — Lia Wyler, tradutora brasileira (n. 1934).
- 12 de dezembro de 1913 — Menelik II da Etiópia (n. 1844).
- 12 de dezembro de 2024 — Amaury Antônio Pasos, basquetebolista brasileiro (n. 1935).
- 13 de dezembro de 2014 — Ernst Albrecht, político alemão (n. 1930).
- 13 de dezembro de 2023 — Pedro Henrique,  cantor brasileiro (n. 1993).
- 14 de dezembro de 2013 — Peter O'Toole, ator britânico (n. 1932).
- 14 de dezembro de 2020 — Paulinho, cantor brasileiro (n. 1952).
- 15 de dezembro de 1970 — Ernest Marsden, físico inglês (n. 1889)
- 16 de dezembro de 1945 — Giovanni Agnelli, industrial italiano (n. 1866).
- 16 de dezembro de 1989 — Oscar Gálvez, automobilista argentino (n. 1913).
- 16 de dezembro de 2007 — Dan Fogelberg, cantor e compositor estadunidense (n. 1951).
- 16 de dezembro de 2023 — Carlos Lyra, cantor, compositor e violonista brasileiro (n. 1933).
- 17 de dezembro de 2019 — Fernando Lemos, pintor luso-brasileiro (n. 1926).
- 18 de dezembro de 2008 — W. Mark Felt, empresário estadunidense (n. 1913).
- 18 de dezembro de 2017 — Kim Jong-hyun, cantor sul-coreano (n 1990).
- 19 de dezembro de 2019 — Alba Zaluar, antropóloga brasileira (n. 1942).
- 20 de dezembro de 1783 — Padre Antônio Soler, compositor espanhol (n. 1729).
- 20 de dezembro de 2019 — Zilda Cardoso, atriz e humorista brasileira (n. 1936).
- 20 de dezembro de 2020 — Nicette Bruno, atriz brasileira (n. 1933).
- 22 de dezembro de 1988 — Chico Mendes, ativista brasileiro (n. 1944).
- 22 de dezembro de 2023 — Dimas Filgueiras, futebolista brasileiro (n.1944).
- 23 de dezembro de 2018 — Elias Stein, matemático estadunidense (n. 1931).
- 24 de dezembro de 2017 — Heather Menzies, atriz canadense (n. 1949).
- 25 de dezembro de 2016 — George Michael, cantor britânico (n. 1963).
- 26 de dezembro de 2002 — Herb Ritts, fotógrafo norte-americano (n. 1952).
- 26 de dezembro de 2021 — Dorval, futebolista brasileiro (n. 1935).
- 26 de dezembro de 2024 — Ney Latorraca, ator, comediante, músico, escritor e encenador brasileiro (m. 2024).
- 27 de dezembro de 2018 — Miúcha, cantora brasileira (n. 1937).
- 27 de dezembro de 1923 — Gustave Eiffel, engenheiro francês (n. 1832).
- 27 de dezembro de 2016 — Carrie Fisher, atriz estadunidense (n. 1956).
- 28 de dezembro de 1992 — Daniella Perez, atriz brasileira (n. 1970).
- 28 de dezembro de 2019 — Antonio Guerreiro, fotógrafo luso-espanhol-brasileiro (n. 1947).
- 29 de dezembro de 2019 — Paulo Wagner, apresentador, radialista e político brasileiro (n. 1962).
- 29 de dezembro de 2001 — Cássia Eller, cantora brasileira (n. 1962).
- 29 de dezembro de 2022 — Pelé, tricampeão do mundo e futebolista brasileiro (n. 1940).
- 30 de dezembro de 2019 — Antônio Dumas, futebolista brasileiro (n. 1955).
- 31 de dezembro de 1705 — Catarina de Bragança (n. 1638).
- 31 de dezembro de 2006 — João Bethencourt, ator e diretor húngaro-brasileiro (n. 1936).
- 31 de dezembro de 2018 — Etty Fraser, atriz brasileira (n. 1931).
- 31 de dezembro de 2019 — Juliano Cezar, cantor brasileiro (n. 1961).
- 31 de dezembro de 2021 — Betty White, atriz estadunidense (n. 1922).
- 31 de dezembro de 2021 — Juan Figer, futebolista uruguaio (n. 1934).
- 31 de dezembro de 2022 — Papa Bento XVI (n. 1927).
- 31 de dezembro de 2023 — Ana Ofelia Murguía, atriz mexicana (n. 1933).